# Чехов, Антон Павлович
Анто́н Па́влович Че́хов (рус. дореф. Антонъ Павловичъ Чеховъ; 17 (29) января 1860, Таганрог, Екатеринославская губерния, Российская империя — 2 (15) июля 1904, Баденвайлер, Германская империя) — русский писатель, прозаик, драматург, публицист, врач, общественный деятель в сфере благотворительности.
Классик мировой литературы. Почётный академик Императорской академии наук по разряду изящной словесности (1900—1902). Один из самых известных драматургов мира. Его произведения переведены более чем на сто языков. Его пьесы, в особенности «Чайка», «Три сестры» и «Вишнёвый сад», на протяжении более ста лет ставятся во многих театрах мира.
За 25 лет творчества — с момента выпуска из гимназии в 1879 году вплоть до кончины в июле 1904 года — Чехов создал более пятисот различных произведений (коротких юмористических рассказов, фельетонов, серьёзных рассказов и повестей, пьес), многие из которых стали классикой мировой литературы. Особенное внимание обратили на себя повести «Степь», «Скучная история», «Дуэль», «Палата № 6» (1892), «Дом с мезонином» (1896), «Душечка», «Попрыгунья», «Рассказ неизвестного человека», «Мужики», «Человек в футляре» (1897—1898), «В овраге», «Детвора», «Драма на охоте»; пьесы «Чайка» (1895), «Дядя Ваня» (1899), «Три сестры» (1901—1903), «Вишнёвый сад» (1903—1904).
Помимо литературной и врачебной работы Чехов придавал огромное значение благотворительной деятельности в сфере помощи голодающим, детям, крестьянам, туберкулёзным больным, был Уполномоченным Правления Ялтинского благотворительного общества, организовывал сборы средств в пользу нуждающихся и регулярно публиковал в газетах тексты, посвящённые положению социально уязвимых групп населения в России.

## Биография

### Детство и юность

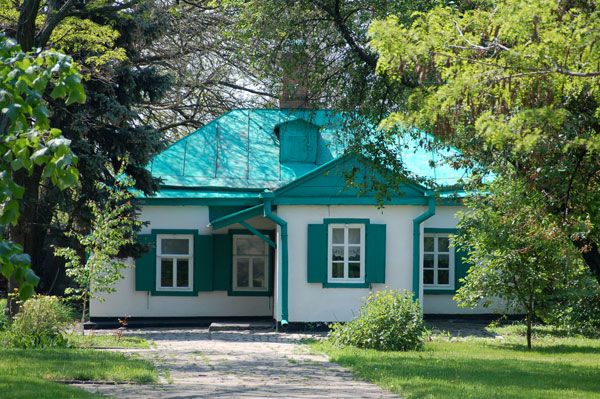
Отчий дом писателя в Таганроге

Чехов родился (17) 29 января 1860 года в городе Таганроге в небольшом саманном домике на Полицейской улице (сейчас — улица Чехова), в семье купца третьей гильдии, владельца бакалейной лавки Павла Егоровича Чехова и (брак с 28 октября 1854 года) Евгении Яковлевны Чеховой, урождённой Морозовой.

Тысяча восемьсот шестидесятого года месяца Генваря семнадцатого дня рожден, а двадцать седьмого крещен Антоний. Родители его, Таганрогский 3-й гильдии купец Павел Георгиев Чехов и законная жена его Евгения Яковлевна, оба православного исповедания.

Чехов был третьим ребёнком в семье, в которой было шесть детей (ещё одна дочка умерла рано): пять сыновей и одна дочь.
В своём письме к литератору А. И. Эртелю А. П. Чехов пишет: «Моя фамилия тоже берёт своё начало из воронежских недр, из Острогожского уезда. Мой дед и отец были крепостными у Черткова». С 1840 года Егор Михайлович Чехов работал на Ольховатском сахарном заводе А. Д. Черткова. В 1841 году дед писателя сам выкупил себя на волю, выкупив также у помещика Черткова и свою семью. Е. М. Чехов был приписан к ростовским мещанам.
Раннее детство Антона протекало в бесконечных церковных праздниках и именинах. В будние дни после школы братья сторожили лавку отца, а в 5 часов утра каждый день вставали петь в церковном хоре. Как говорил сам Чехов: «В детстве у меня не было детства».

Первую половину дня мы, братья, проводили в гимназии, а вторую, до поздней ночи, обязаны были торговать в лавке по очереди, а иногда и оба вместе. В лавке же мы должны были готовить и уроки, что было очень неудобно… Но самое скверное и горькое было то, что у нас почти вовсе не было времени для того, чтобы порезвиться, пошалить, побегать и отдохнуть.
Рукоприкладство в семье было самым обычным делом. Несмотря на истовую набожность, отец пускал в ход кулаки и розги по малейшему поводу. Доставалось и сыновьям-подросткам, и матери. Прекратить эту практику удалось только девятнадцатилетнему Антону, когда он приехал к семье в Москву из Таганрога.
Обучение Чехова началось в подготовительном классе греческой приходской школы в Таганроге с 1867 года. 23 августа 1868 года он поступил в приготовительный класс таганрогской гимназии, бывшей старейшим учебным заведением на юге России (основана в 1806 году как коммерческая гимназия, с 1866 года — классическая). В гимназии формировалось его ви́дение мира, любовь к книгам и театру; здесь он получил свой первый литературный псевдоним — «Чехонте́», которым его наградил учитель Закона Божьего Фёдор Платонович Покровский; здесь начались его первые литературные и сценические опыты. Он был оставлен на второй год в третьем классе, «порезавшись» по арифметике и географии.
Музыка и книги пробуждали в юном Чехове стремление к творчеству. Большую роль в этом сыграл таганрогский театр, в котором впервые Антон побывал в 13 лет; посмотрел оперетту Жака Оффенбаха «Прекрасная Елена» и вскоре стал страстным поклонником сценического искусства. Позднее в одном из своих писем Чехов напишет: «Театр мне давал когда-то много хорошего… Прежде для меня не было большего наслаждения как сидеть в театре…» Не случайно герои его первых произведений, таких как «Трагик», «Комик», «Бенефис», «Недаром курица пела», были актёрами и актрисами. Антон принимал участие в домашних спектаклях своего гимназического товарища Андрея Дросси.

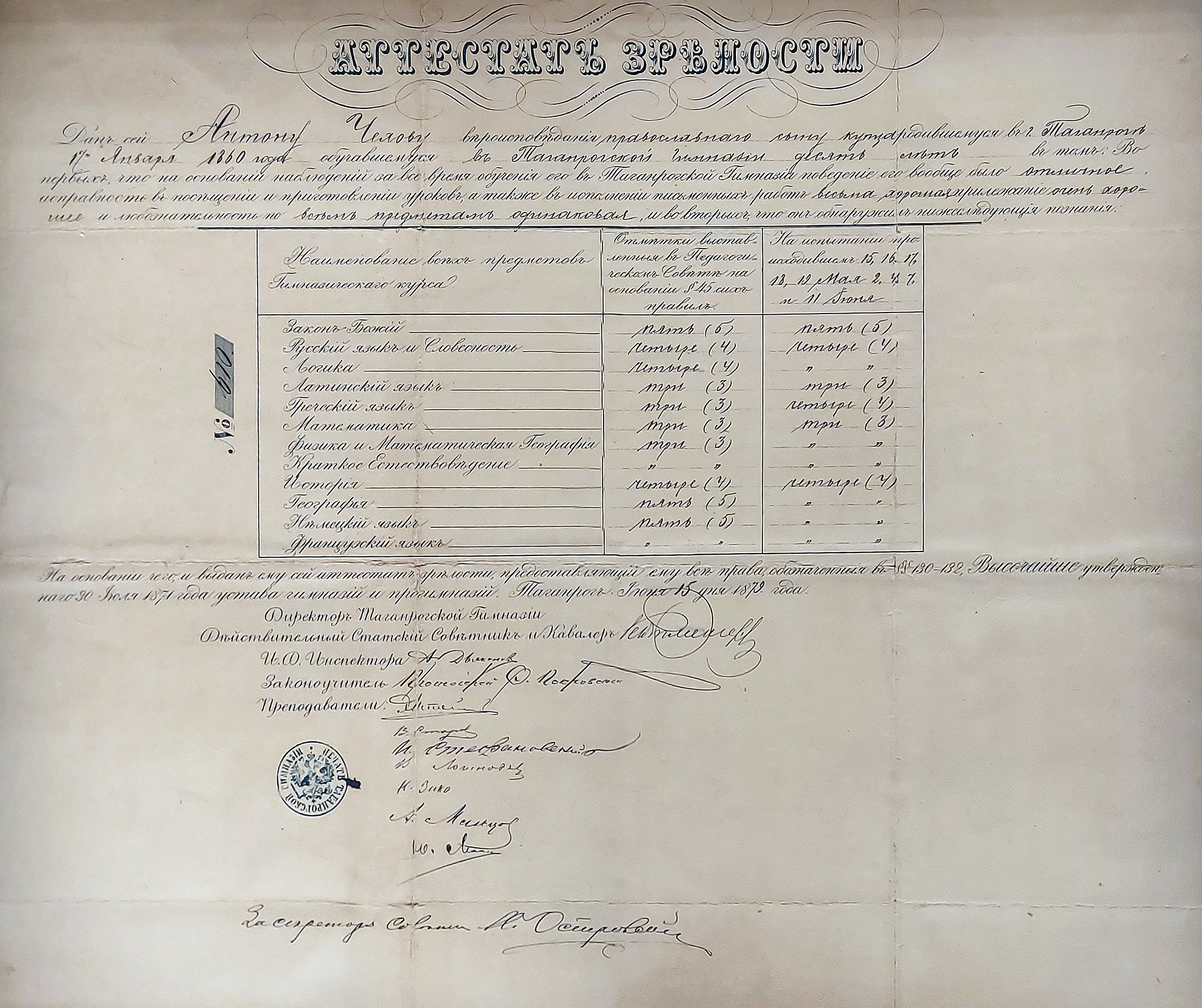
Аттестат зрелости Чехова, 1879 год. По латинскому языку, греческому, математике, физике и математической географии — 3; по русскому языку и словесности, логике, истории — 4; по закону Божиему, географии, немецкому языку — 5

Чехов-гимназист издавал юмористические журналы, в которых придумывал подписи к рисункам, писал рассказы и сценки. Первая драма «Безотцовщина» была написана им в 18 лет во время учёбы в гимназии. Этот период в жизни Чехова был важным этапом созревания и формирования его личности, развития её духовных основ, дал ему огромный материал для писательской работы. Самые типичные и колоритные фигуры появятся позже на страницах его произведений. Возможно, одной из таких фигур был и его учитель математики Эдмунд Дзержинский — отец Ф. Э. Дзержинского, будущего первого председателя ВЧК.

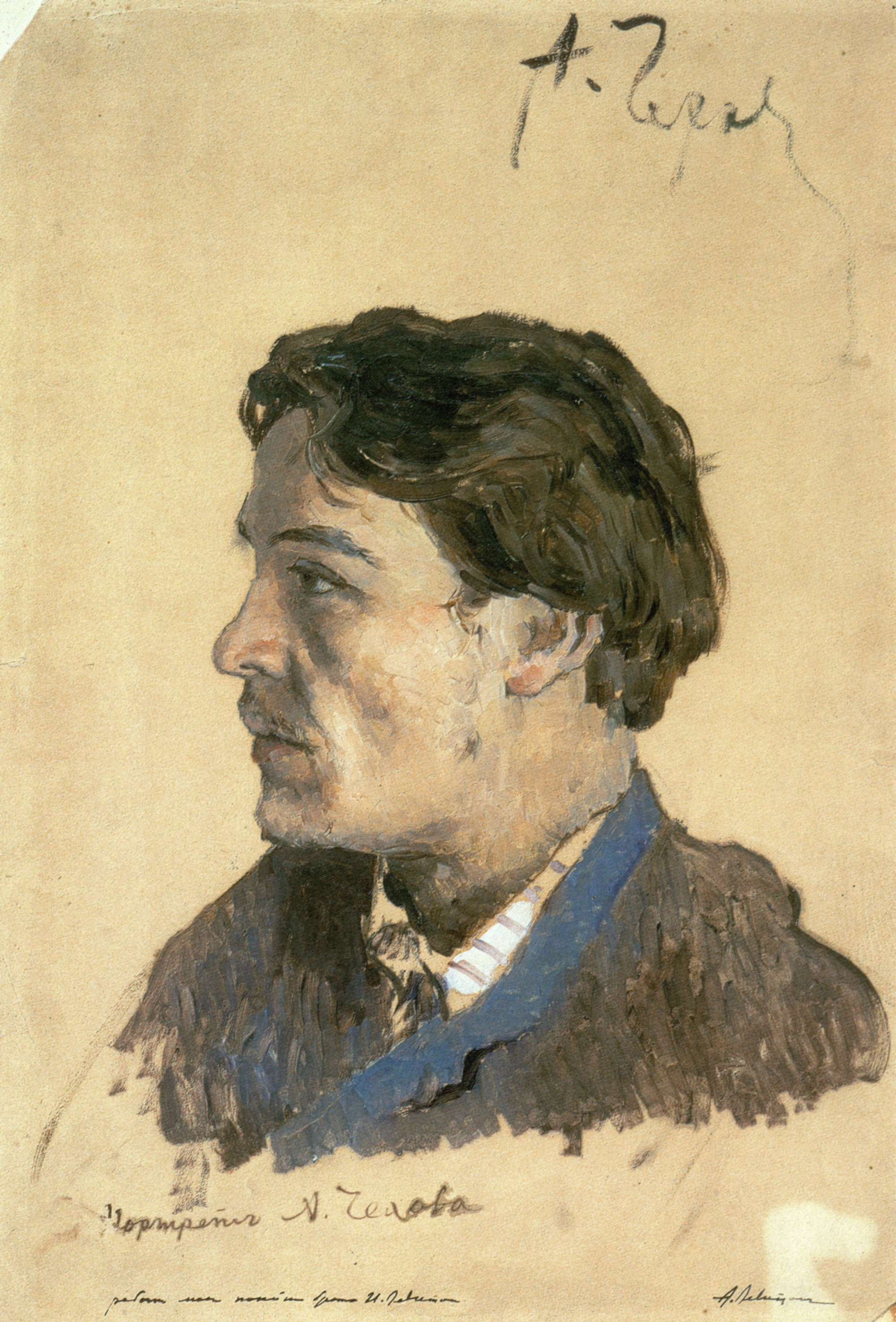
И. Левитан. Портрет А. П. Чехова. 1886

В 1876 году отец Чехова разорился, за долги распродал имущество в Таганроге, включая дом, и уехал в Москву, спасаясь от кредиторов. Антон остался без средств к существованию и зарабатывал на жизнь частными уроками.

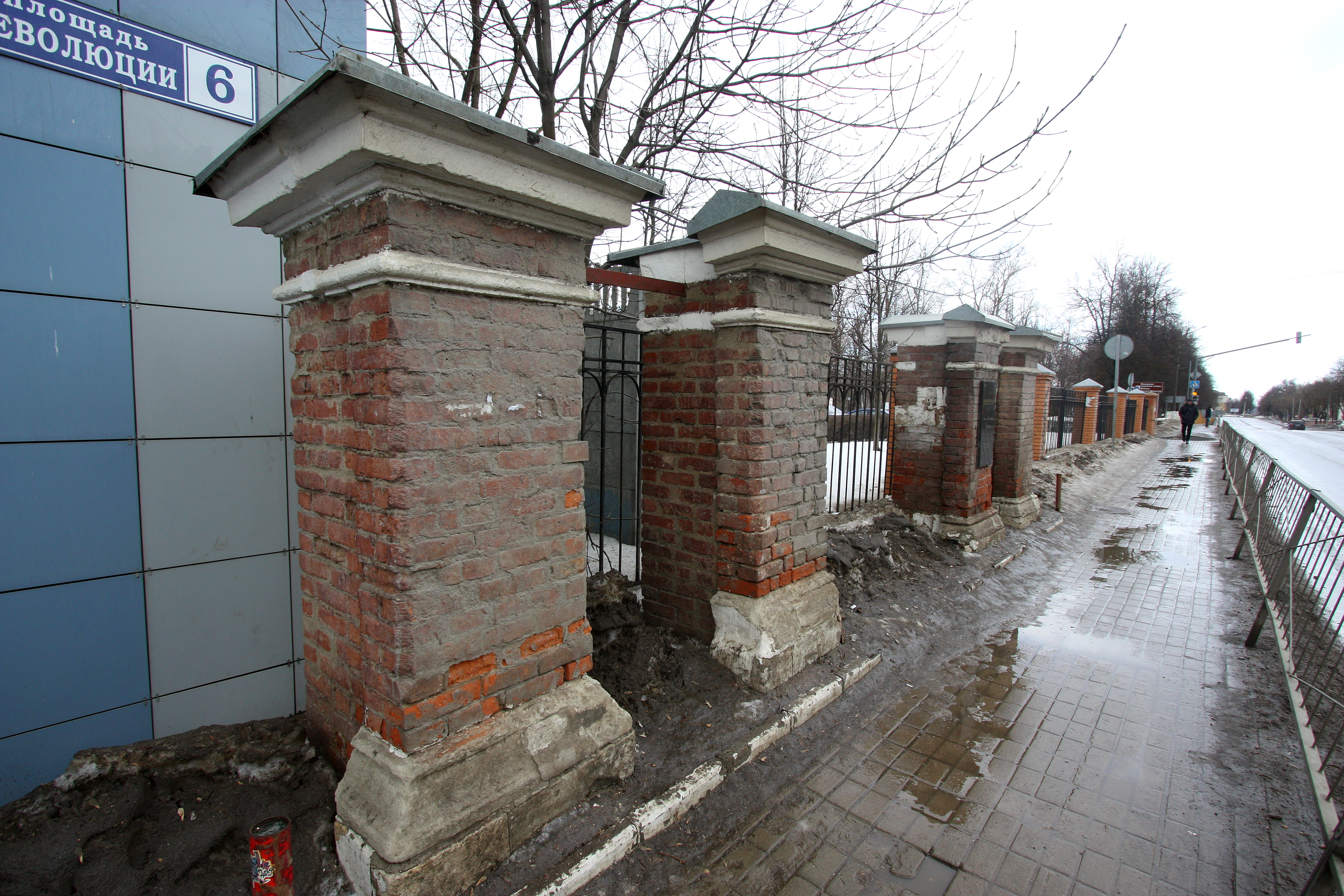
Остатки дома, в котором жил Чехов А. П. в Воскресенске (ныне город Истра) в 1883—1884 гг.

В 1879 году он окончил гимназию в Таганроге, переехал в Москву и поступил на медицинский факультет Московского университета (ныне Первый МГМУ им. И. М. Сеченова), где учился у известных профессоров: Н. В. Склифосовского, Г. А. Захарьина и других. В том же году брат Антона Иван получил место учителя в подмосковном городе Воскресенске. Ему была выделена большая квартира, в которой могла бы разместиться целая семья. Чеховы, жившие в Москве тесно, приезжали на лето к Ивану в Воскресенск. Там в 1881 году Антон Чехов познакомился с доктором П. А. Архангельским, заведующим Воскресенской лечебницей (Чикинской больницей). С 1882 года, будучи студентом, он уже помогал врачам больницы при приёме пациентов. В 1884 году Чехов окончил курс университета и начал работать уездным врачом в Чикинской больнице. По воспоминаниям П. А. Архангельского:
Антон Павлович производил работу не спеша, иногда в его действиях выражалась как бы неуверенность; но всё он делал с вниманием и видимой любовью к делу, особенно с любовью к тому больному, который проходил через его руки. <…> Душевное состояние больного всегда привлекало особенное внимание Антона Павловича, и наряду с обычными медикаментами он придавал огромное значение воздействию на психику больного со стороны врача и окружающей среды.
 Затем он работал в Звенигороде, где некоторое время заведовал больницей.

### Становление

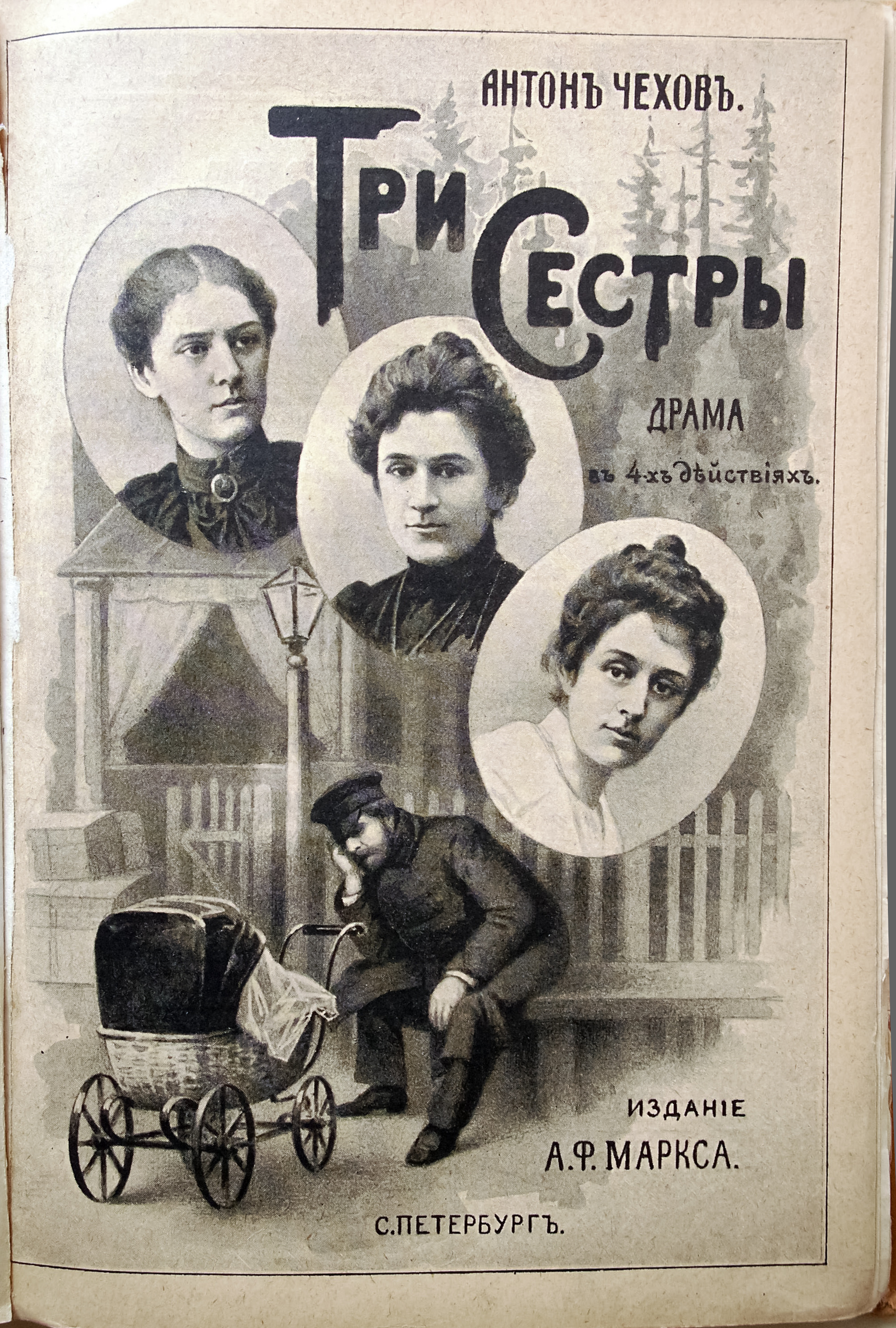
Обложка первого отдельного издания пьесы «Три сестры» (1901) с портретами первых исполнительниц в Художественном театре: М. Г. Савицкая (Ольга), О. Л. Книппер (Маша) и М. Ф. Андреева (Ирина)

В марте 1880 года, будучи студентом первого курса, Чехов поместил в журнал «Стрекоза» № 10 рассказ «Письмо к учёному соседу» и юмореску «Что чаще всего встречается в романах, повестях и т. п.». Это был его дебют в печати.
В последующие годы Чехов писал рассказы, фельетоны, юморески — «мелочишки» под псевдонимами «Антоша Чехонте» и «Человек без селезёнки» или их вариантами, или совсем без подписи, — в изданиях «малой прессы», преимущественно юмористических: московских журналах «Будильник», «Зритель» и ряде других, а также в петербургских юмористических еженедельниках «Осколки», «Стрекоза». Чехов сотрудничал с «Петербургской газетой» (с 1884 года, с перерывами), с суворинской газетой «Новое время» (1886—1893) и с «Русскими ведомостями» (1893—1899).
В 1882 году Чехов подготовил первый сборник рассказов «Шалость», но он не вышел из-за цензурных трудностей. В 1884 году вышел сборник его рассказов «Сказки Мельпомены» (за подписью «А. Чехонте»).
В 1883 году стал одним из учредителей Русского гимнастического общества.
На 1885—1886 годы пришёлся период расцвета Чехова как «беллетриста-миниатюриста» — автора коротких, в основном юмористических рассказов. В то время, по его собственному признанию, он писал по рассказу в день. Современники считали, что он и останется в этом жанре, но весной 1886 года писатель получил письмо от известного русского литератора Дмитрия Григоровича, где тот критиковал Чехова за то, что тот тратит свой талант на «мелочишки». «Голодайте лучше, как мы в своё время голодали, поберегите ваши впечатления для труда обдуманного (…) Один такой труд будет во сто раз выше оценён сотни прекрасных рассказов, разбросанных в разное время по газетам», — писал Григорович. Впоследствии к советам Григоровича присоединились Алексей Суворин, Виктор Билибин и Алексей Плещеев. В том же году в «Новом времени» появляется рассказ «Панихида» за подписью Ан. Чехов, и выходит второй сборник — «Пёстрые рассказы».

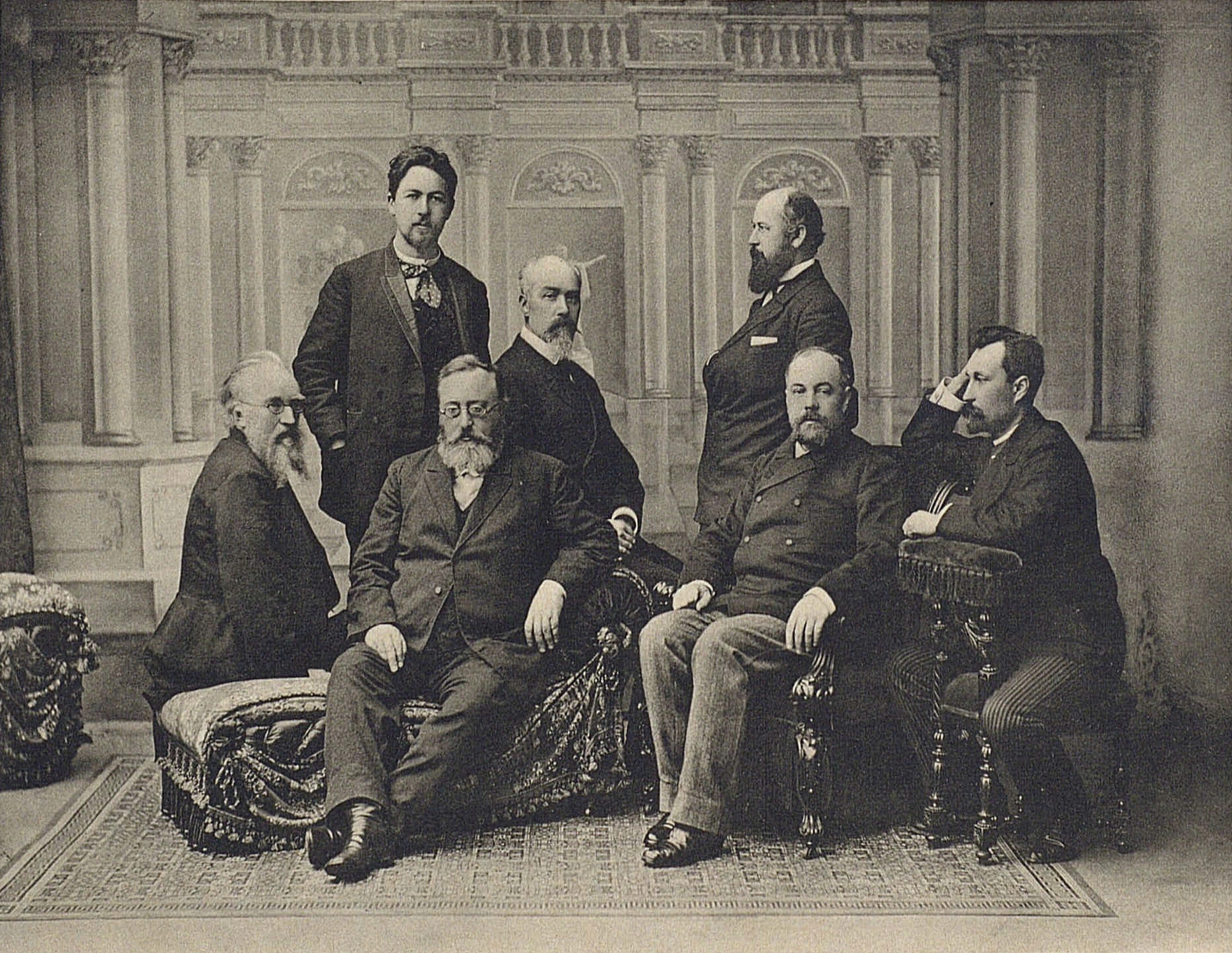
В редакции «Русской мысли»:
стоят — А. П. Чехов и В. А. Гольцев,
сидят — М. Н. Ремезов, М. А. Саблин,
И. И. Иванюков, В. М. Лавров, И. Н. Потапенко

Очень доверительные дружеские отношения, несмотря на двадцатишестилетнюю разницу в возрасте, сложились с Сувориным. Он поддерживал Чехова достаточно щедрыми гонорарами в «Новом времени», положительными рецензиями, доброжелательными статьями, просто личным участием.
Чехов прислушался к советам старших товарищей. С 1887 года он всё меньше сотрудничал с юмористическими журналами; было прервано сотрудничество с «Будильником». Его рассказы становились всё длиннее и серьёзнее. О важных изменениях, происходивших тогда с Чеховым, говорит ещё и появившееся желание путешествовать. В том же году он отправился в путешествие на юг, в родные места; позже он ездил по «гоголевским местам», в Крым, на Кавказ. Поездка на юг оживила воспоминания Чехова о проведённой там молодости и дала ему материал для «Степи», первого его произведения в толстом журнале «Северный вестник». Дебют в таком журнале привлёк большое внимание критики, гораздо большее, чем к какому-либо предыдущему произведению писателя.
Осенью 1887 года в письмах Чехова появились упоминания о работе над романом «в 1500 строк», который получил название «Рассказы из жизни моих друзей». Она продолжалась до 1889 года, когда Чехов, тяготившийся работой такого большого размера, наконец отказался от своего замысла. «Я рад,— писал он 7 января Суворину,— что 2—3 года тому назад я не слушался Григоровича и не писал романа! Воображаю, сколько бы добра я напортил, если бы послушался. <…> Кроме изобилия материала и таланта, нужно ещё кое-что, не менее важное. Нужна возмужалость — это раз; во-вторых, необходимо чувство личной свободы, а это чувство стало разгораться во мне только недавно». На короткое время Чехов вернулся к роману, о чём писал Плещееву 30 сентября, однако очень скоро его опять бросил (в начале следующего года или даже раньше).
Очевидно, именно недостатком этих свойств был недоволен Чехов в конце 1880-х, что и побудило его путешествовать. Но он остался недоволен и после этих поездок; ему было нужно новое, большое путешествие. Вариантами его были кругосветное путешествие, поездка в Среднюю Азию, в Персию, на Сахалин. В конце концов он остановился на последнем варианте. Впоследствии, уже после путешествия, в 1890-е годы, Чехов снова попытался написать роман, что вылилось в повесть «Три года».
Но, несмотря на собственное недовольство Чехова собой, его слава росла. После выхода «Степи» и «Скучной истории» внимание критики и читателей было приковано к каждому его новому произведению. 7 (19) октября 1888 года он получает половинную Пушкинскую премию Академии наук за вышедший в предыдущем, 1887 году, третий сборник — «В сумерках». В соответствующем постановлении академической комиссии было написано, что «рассказы г. Чехова, хотя и не вполне удовлетворяют требованиям высшей художественной критики, представляют однако же выдающееся явление в нашей современной беллетристической литературе».
В конце 1880-х годов в манере Чехова появилась особенность, которую одни современники считали преимуществом, другие недостатком, — нарочитая бесстрастность описания, подчёркнутое отсутствие авторской оценки. Особенно этой чертой выделяются рассказы «Спать хочется», «Бабы» и «Княгиня».
В письме к Суворину от 7 января 1889 г. прозвучала одна из самых известных фраз Чехова:

Что писатели-дворяне брали у природы даром, то разночинцы покупают ценою молодости. Напишите-ка рассказ о том, как молодой человек, сын крепостного, бывший лавочник…, воспитанный на чинопочитании, целовании поповских рук…, выдавливает из себя по каплям раба и как он, проснувшись в одно прекрасное утро, чувствует, что в его жилах течет уже не рабская кровь, а настоящая человеческая…
Позднее Максим Горький писал Чехову: 

 «Вы, кажется, первый свободный и ничему не поклоняющийся человек, которого я видел».

### Сахалин

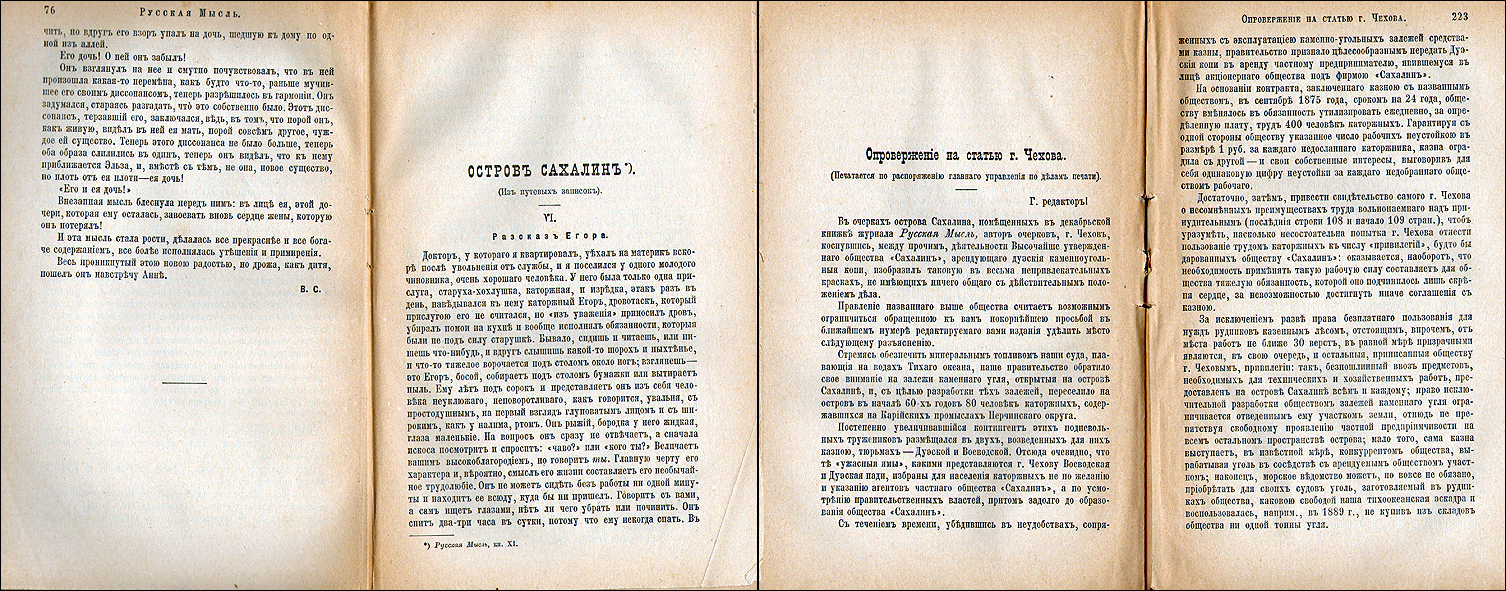
«Остров Сахалин» и реакция чиновников // Русская мысль, 1893, № 12, 1894, № 4

В 1889 году умер брат Антона Чехова, Николай. В этом же году писатель задумывается о том, чтобы заняться «кропотливым, серьёзным трудом». Решение поехать именно на Сахалин было окончательно принято, очевидно, летом 1889 года, после обсуждения этого намерения с артисткой К. А. Каратыгиной, путешествовавшей по Сибири и Сахалину в конце 1870-х годов. Но Чехов долго скрывал это намерение даже от самых близких. Сообщив о нём Каратыгиной, он попросил держать это в тайне. Раскрыл он эту тайну только в январе 1890 года, что произвело большое впечатление на общество. Усиливалось это впечатление ещё и «внезапностью» принятого решения, ведь уже весной того же года Чехов отправился в путешествие.
Путь через Сибирь занял 82 дня, за которые писатель написал девять очерков, объединённых под общим названием «Из Сибири».
На Сахалин Чехов прибыл 11 (23) июля. За несколько месяцев пребывания на нём он общался с людьми, узнавал истории их жизни, причины ссылки и набирал богатый материал для своих заметок.
Чехов провёл, по собственным словам, полную перепись населения Сахалина, лично пообщавшись с каждым из ссыльных и каторжных, в том числе и политических. Он заполнил более десяти тысяч карточек на жителей острова. Администрация строго запретила общаться с политическими заключёнными, но писатель нарушал этот запрет.
Возвращался Чехов с Сахалина морским путём, на пароходе Доброфлота «Петербург». Во Владивостоке, где пароход стоял с 14 (26) по 19 (31) октября, Чехов работал в библиотеке Общества изучения Амурского края, собирая дополнительные материалы для книги о Сахалине. Далее были Гонконг, Сингапур, остров Цейлон, Суэцкий канал, Константинополь, Одесса. Наконец, 7 (19) декабря 1890 года родные встречали его в Туле.
В следующие 5 лет Чехов писал книгу «Остров Сахалин». Что касается художественного творчества, путешествие на Сахалин, по собственному признанию Чехова, оказало огромное влияние на все его последующие произведения.
На Цейлоне Чехов купил мангуста и пальмовую кошку (скорее всего, цивету), которую ему продали как самку мангуста. Они жили в доме, пользовались любовью хозяина, но причиняли столько хлопот, что через два года их отдали в зоопарк (по другим источникам, «кошка» погибла раньше).

### Поздние годы

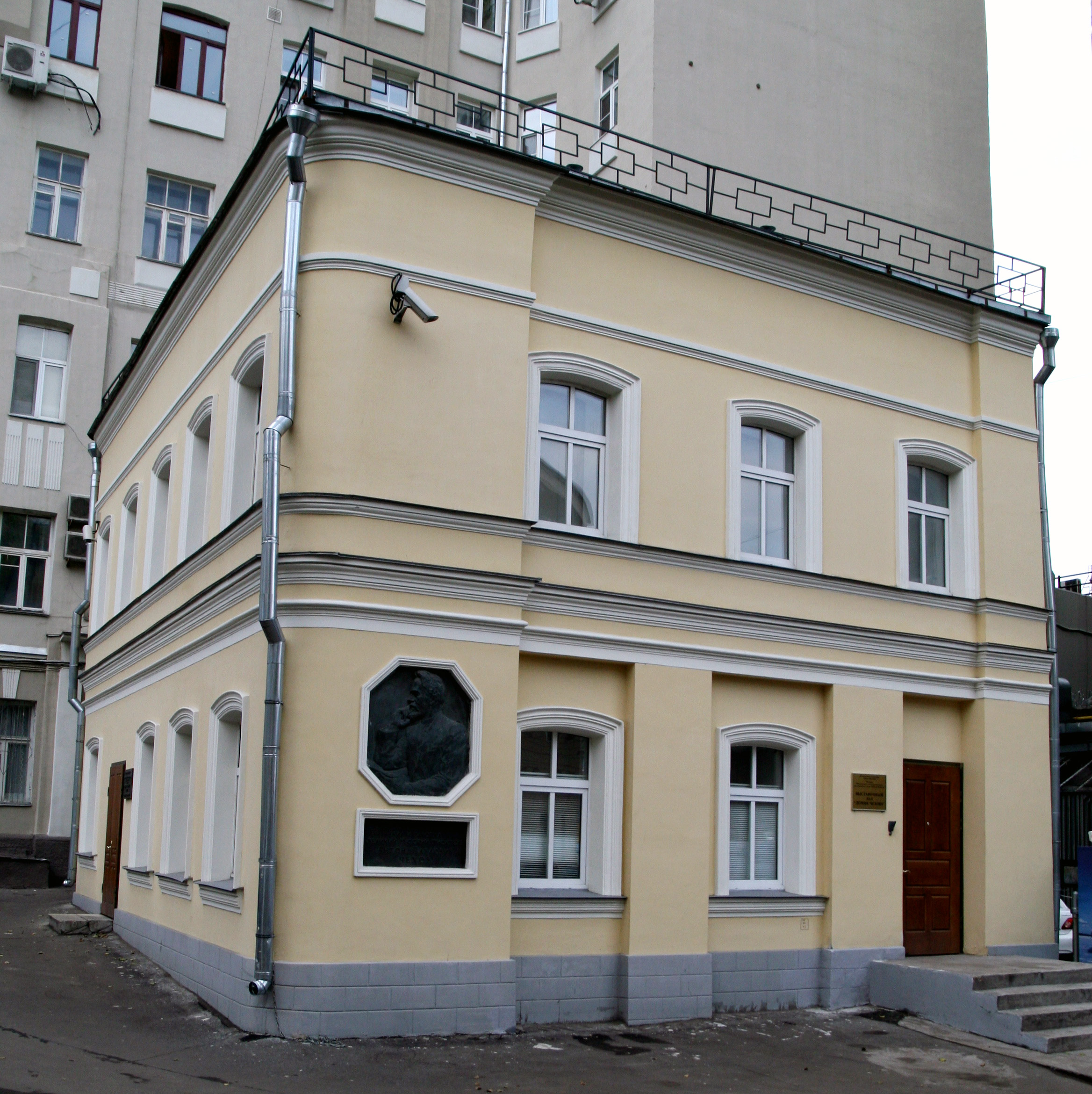
«Домик Чехова» на Малой Дмитровке, 2008

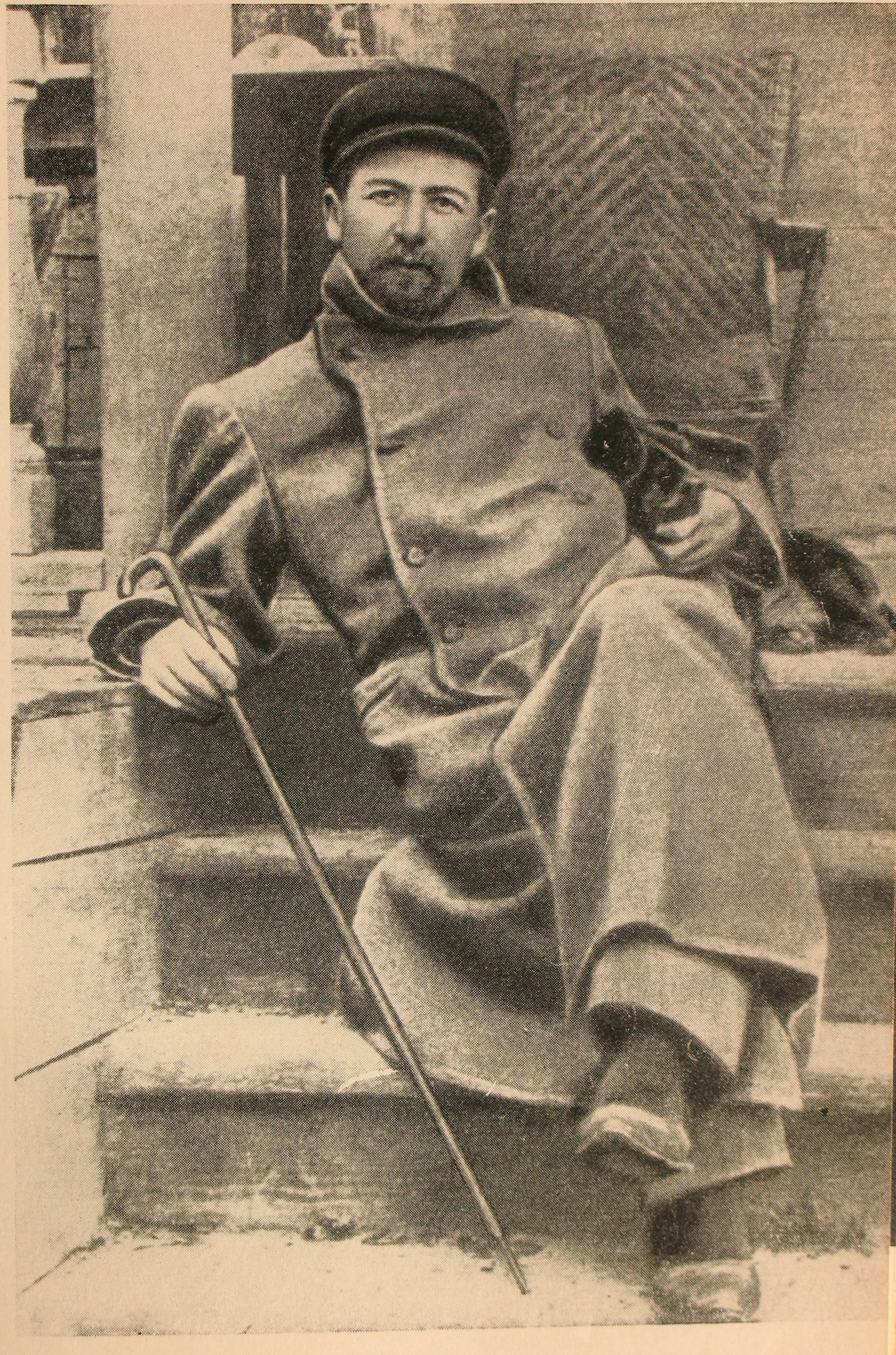
Чехов в Мелихове с таксой Хиной (1897)

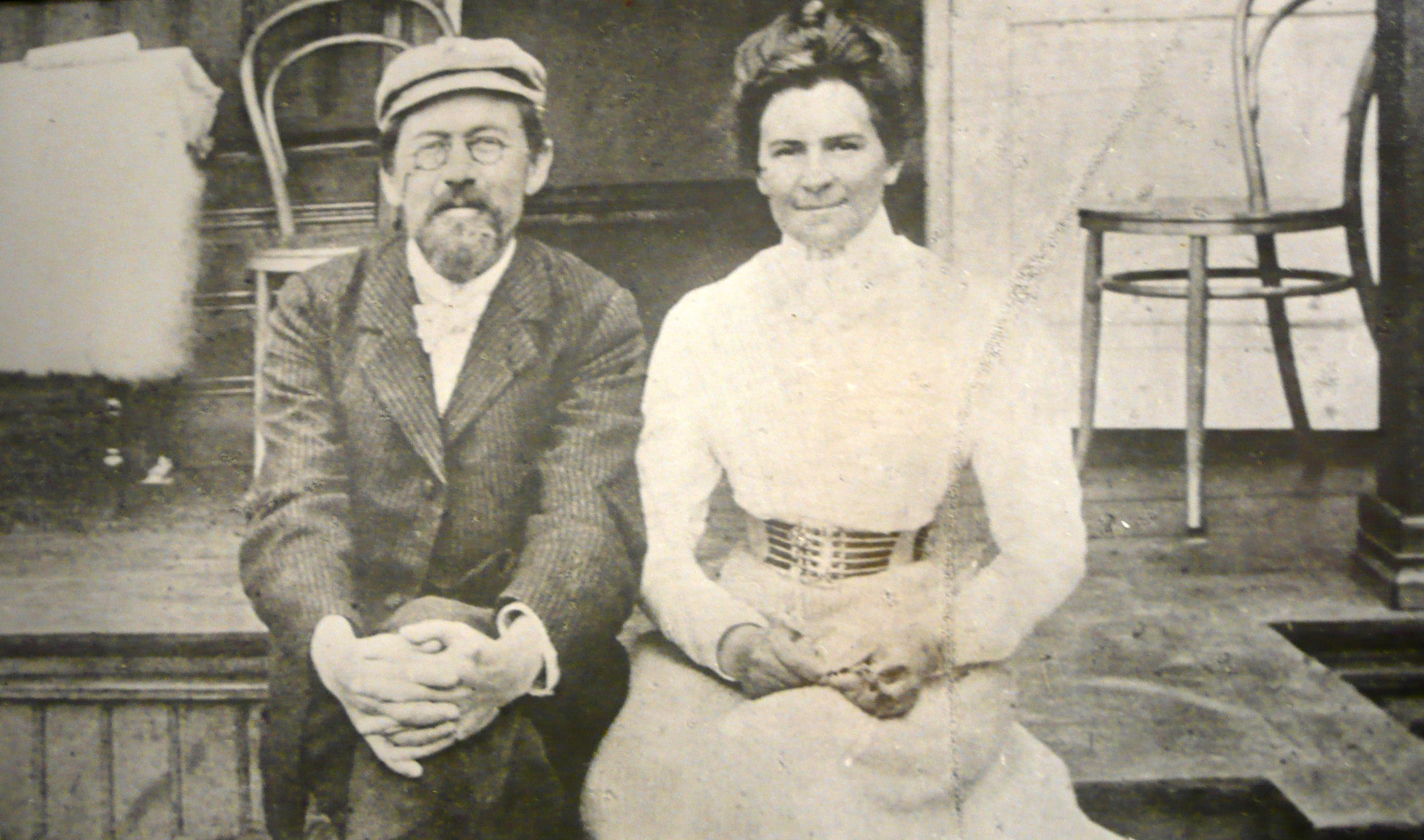
А. П. Чехов и О. Л. Книппер в мае 1901 года

С 1890 по 1895 год, по возвращении в Москву из поездки на Сахалин, Чехов поселился в небольшом двухэтажном флигеле на Малой Дмитровке. Здесь он работал над книгой «Остров Сахалин», рассказами «Попрыгунья», «Дуэль», «Палата № 6», а также встречался с писателями В. Г. Короленко, Д. В. Григоровичем, В. А. Гиляровским, П. Д. Боборыкиным, Д. С. Мережковским, В. И. Немировичем-Данченко, известными актёрами А. П. Ленским и А. И. Южиным, художником И. И. Левитаном. Флигель сохранился до нашего времени и отмечен памятной доской с барельефом писателя.
В 1894 году Чехов побывал в Париже, где стал свидетелем разгоравшегося скандала в связи с Делом Дрейфуса. Впечатлённый событиями, он ознакомился с доступными материалами и, уверившись в полной невиновности Дрейфуса, по возвращении в Россию выступил с несколькими публикациями в его защиту.
С 1892 по 1899 год Чехов проживал в подмосковном имении Мелихово, неподалёку от села Лопасня (ныне — город Чехов, где работает один из музеев писателя). За годы «мелиховского сидения» было написано 42 произведения. Позднее он много путешествовал по Европе. В 1899 году продал права на свои произведения, которые были написаны и будут написаны в течение двадцати последующих лет, книгоиздателю Адольфу Марксу за 75 тысяч рублей.
В конце 1898 года писатель купил в Ялте участок земли, где был разбит сад и построен дом по проекту архитектора Л. Н. Шаповалова. Последние годы Чехов, у которого обострился туберкулёз, для поправления здоровья постоянно жил в своём доме под Ялтой, лишь изредка приезжая в Москву, где его жена (c 1901 года), артистка Ольга Леонардовна Книппер, занимает одно из выдающихся мест в труппе образованного в 1898 году Московского Художественного театра.
Во время таких приездов он близко сдружился с начинавшим набирать известность Иваном Буниным, любившим бывать в их доме. Часто подолгу находясь в театре, Ольга Леонардовна говорила, что не переживает за мужа, оставляя их вдвоём.
6 декабря 1899 года указом императора Николая II «попечитель Талежского сельского училища Серпуховского уезда Антон Чехов» был награждён орденом святого Станислава 3-й степени, первым, «начальным» орденом в иерархии наград Российской империи для штатского лица. Как «кавалер», он должен был тем самым стать личным дворянином. Однако обращение к награждённому было сформулировано в императорском указе следующим образом: «Нашему потомственному дворянину…»; таким образом, А. П. Чехов самим этим фактом царского обращения приобрёл права потомственного дворянства и право на включение в 1-ю часть (так называемое «пожалованное, или действительное» дворянство) дворянской родословной книги Московской губернии, поскольку именно в ней имел недвижимое имение. Сам Чехов никогда не упоминал об этом обстоятельстве, не известен ни один другой документ, в котором он был бы назван или сам именовал себя потомственным дворянином. Подлинник указа Николая II был случайно обнаружен только в 1930 году.
В 1900 году, при первых же выборах в разряд изящной словесности Отделения русского языка и словесности Академии наук, Чехов был избран в число почётных академиков по разряду изящной словесности. В 1902 году Чехов вместе с В. Г. Короленко отказался от звания академика после распоряжения императора Николая II аннулировать избрание Максима Горького в почётные академики.

### Здоровье
В возрасте около одиннадцати лет Антон заболел серьёзным катаром кишечника. Под впечатлением от заботливости ухаживающего за ним доктора он и сам решил в будущем стать врачом. С болезнью удалось справиться, но плохая проходимость кишечника осталась на всю жизнь, и в последние годы привела к тяжёлому геморрою.
Кроме того, его донимали в детстве регулярные бронхиты.
Первые признаки начинающегося туберкулёза появились ещё в 1884 году, о чём известно из писем к Суворину, где Чехов пишет о случающемся кровохаркании, сетуя не столько на здоровье, сколько на невозможность иногда работать в полную силу. От родных он скрывал развивающееся заболевание вплоть до середины 1890-х годов, когда не замечать их стало уже невозможно.
По возвращении с Сахалина появились и регулярные перебои с сердцем, когда он чувствовал, как оно останавливается на несколько секунд, и в груди появляется ощущение надувающегося воздушного шарика.

### Смерть

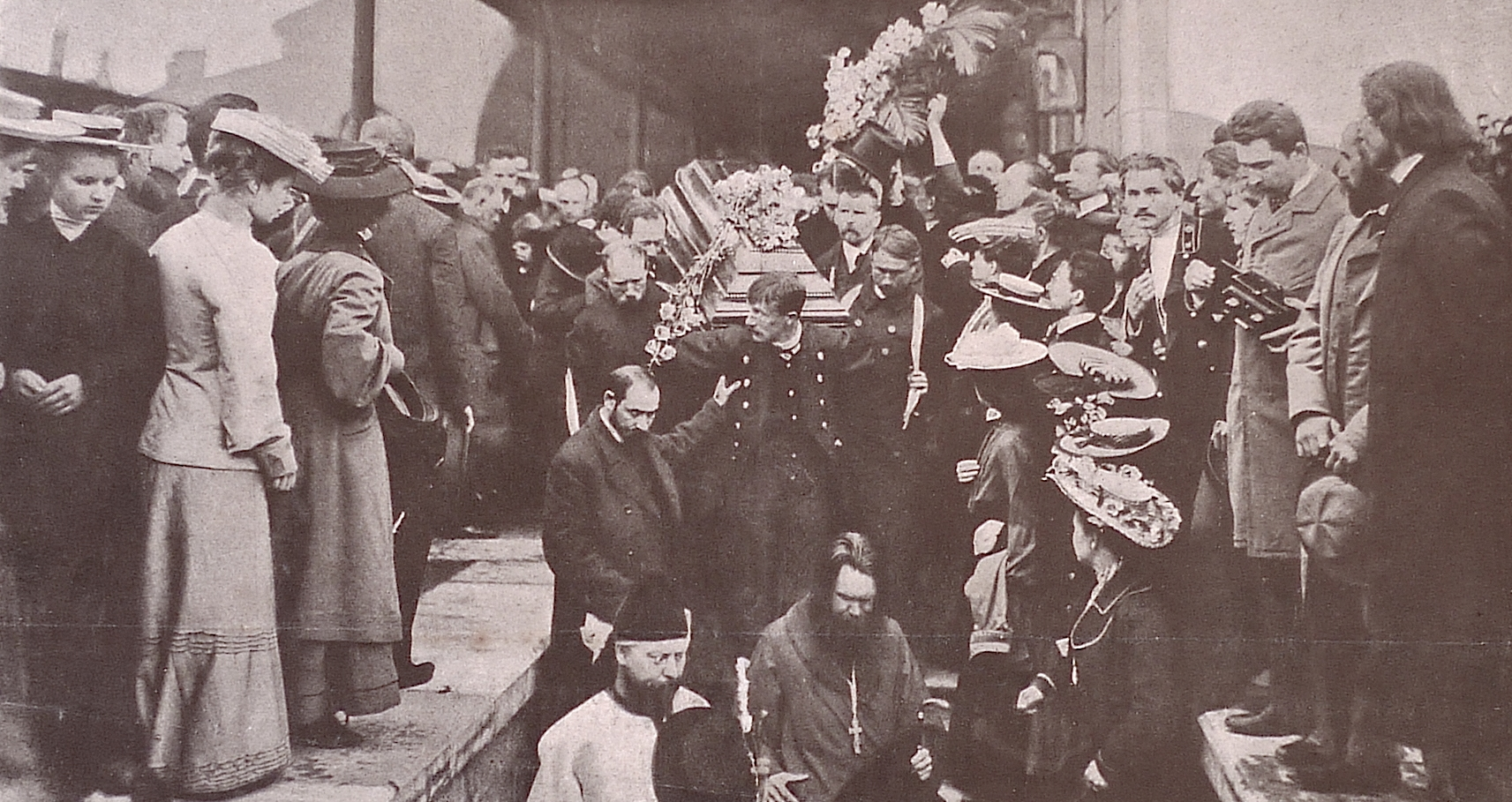
Вынос из вагона гроба с телом А. П. Чехова. Николаевский вокзал, 1904 г.

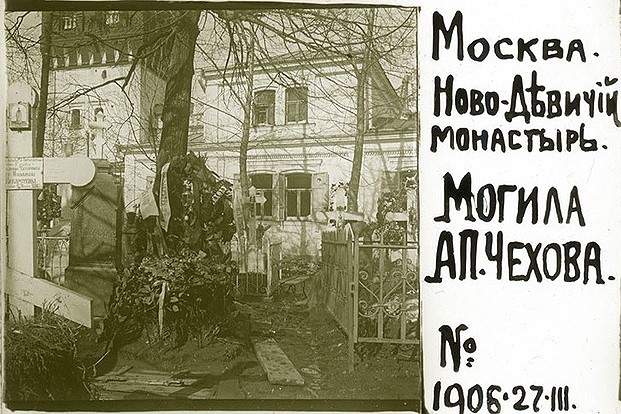
Новодевичий монастырь. Изначальная могила А. П. Чехова. 1906 год

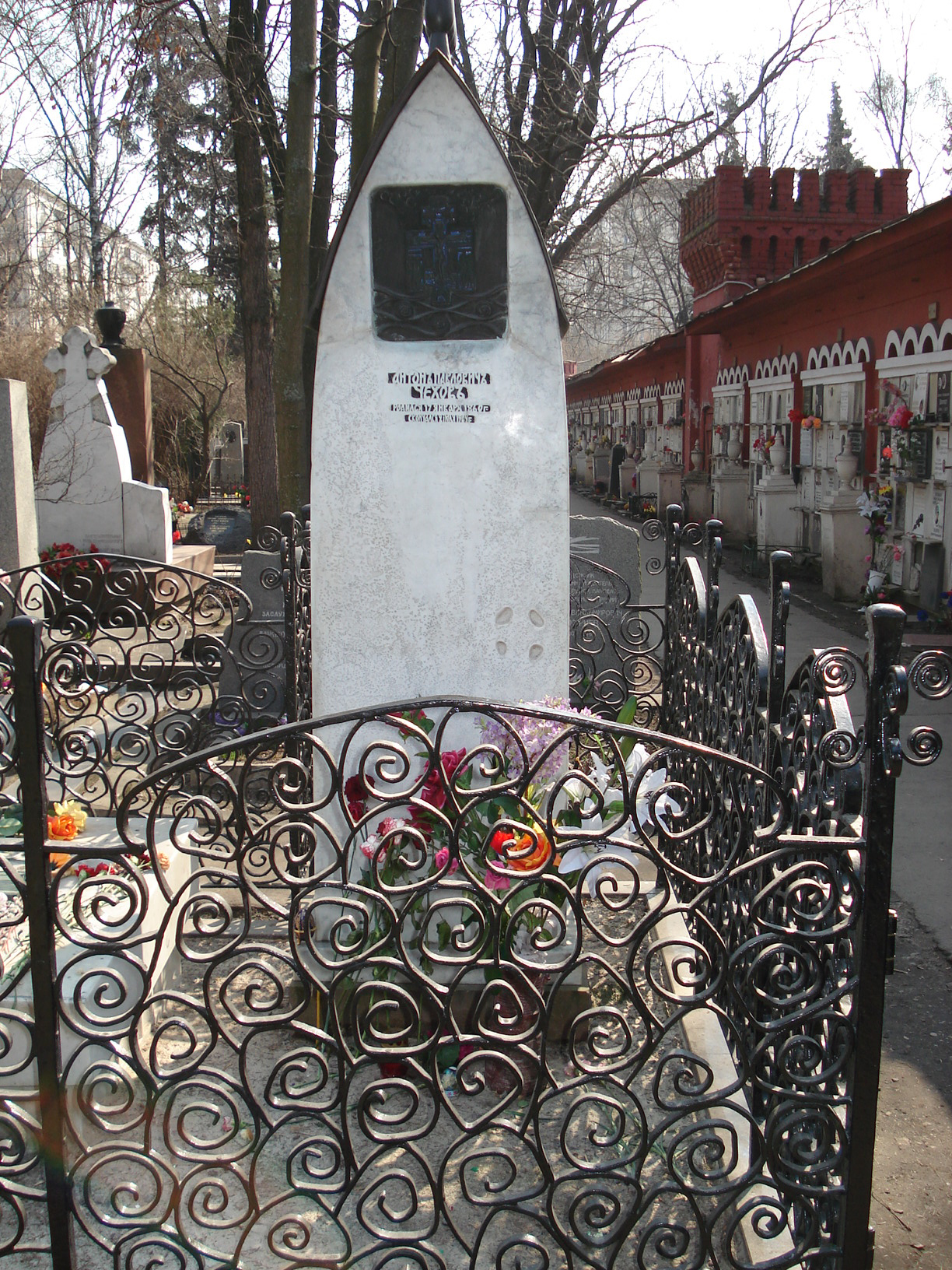
Могила Чехова на Новодевичьем кладбище в Москве

Долгое время считалось, что Чехов умер от туберкулёза. В истории болезни писателя, которую вёл в клинике его лечащий врач Максим Маслов, записано, что в гимназические и студенческие годы Чехов болел туберкулёзным воспалением брюшины, но «теснение в грудине» чувствовал ещё в 10-летнем возрасте. С 1884 года Чехов страдал кровотечением из правого лёгкого.
Летом 1904 года Чехов выехал на курорт в Германию. 2 (15) июля 1904 года в Баденвайлере (Баден) писатель скончался. Развязка наступила в ночь с 1 на 2 июля 1904 года. По свидетельству Ольги Книппер-Чеховой, в начале ночи Чехов проснулся и «первый раз в жизни сам попросил послать за доктором. После он велел дать шампанского. Антон Павлович сел и как-то значительно, громко сказал доктору по-немецки (он очень мало знал по-немецки): „Ich sterbe“. Потом повторил для студента или для меня по-русски: „Я умираю“. Потом взял бокал, повернул ко мне лицо, улыбнулся своей удивительной улыбкой, сказал: „Давно я не пил шампанского…“, спокойно выпил всё до дна, тихо лёг на левый бок и вскоре умолкнул навсегда».
В 2018 году опубликованы данные учёных Куодрэмского института биологических наук, Норидж, Великобритания, исследовавших химический состав проб, взятых с подписанной Чеховым открытки и его рукописей, а также с рубашки с пятном крови, которая была на писателе в момент смерти. В ходе исследования, помимо протеинов, свидетельствующих о наличии микобактерий туберкулёза, в пробах обнаружены и протеины, способствовавшие образованию тромба, приведшего к закупорке сосудов и последующему кровоизлиянию в мозг (инсульту), которое учёные и сочли непосредственной причиной смерти писателя.
Гроб с телом Чехова доставили в Москву. 9 (22) июля 1904 года состоялись похороны. В Успенской церкви Новодевичьего монастыря прошло отпевание. Чехов был погребён тут же, за Успенской церковью на монастырском кладбище, рядом с могилой его отца. На могиле установили деревянный крест с иконой и фонариком для лампады. В годовщину смерти 2 (15) июля 1908 года на могиле открыли новый мраморный памятник, выполненный в стиле модерн по проекту художника Л. М. Браиловского. В 1933 году, после упразднения кладбища на территории Новодевичьего монастыря, по просьбе О. Книппер-Чеховой состоялось перезахоронение Чехова на кладбище за южной стеной монастыря. 16 ноября 1933 года в присутствии немногочисленных родственников и близких знакомых писателя его могилу вскрыли и гроб на руках перенесли на новое место. Вскоре сюда перенесли и оба надгробия — А. П. Чехова и его отца (при этом захоронение П. E. Чехова осталось на старом месте).

## Творчество

### Драматургия

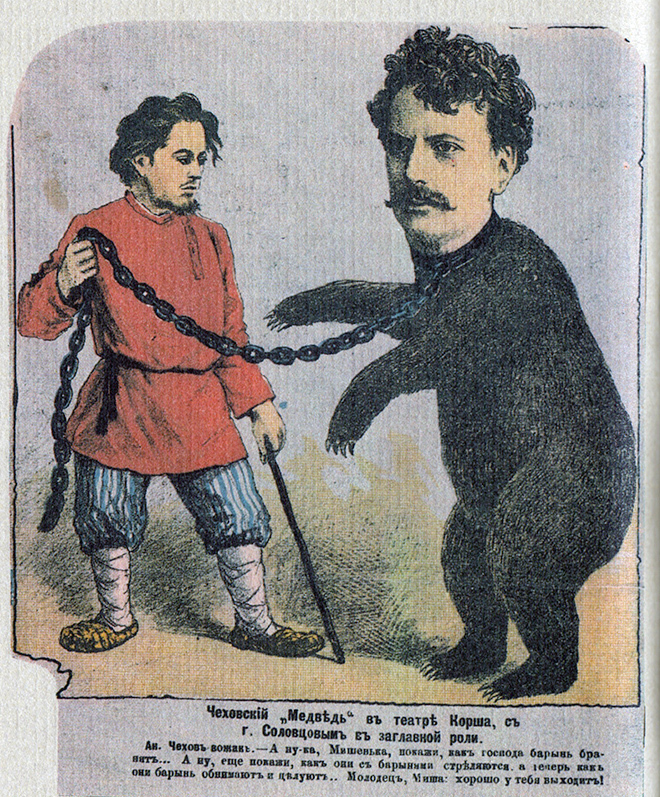
Дружеский шарж на постановку пьесы «Медведь» в Театре Корша. 1889 год. Еженедельник «Осколки»

Драматургические произведения Чехов начал писать в 1870-е годы. Учась в гимназии, он сочинял пьесы, в большинстве не сохранившиеся. На втором курсе он написал драму, которая ныне ставится под названием «Платонов». В 1885 году написал этюд «На большой дороге», который не был допущен к постановке цензурой. Его пьесы «Лебединая песня», «Иванов», «Медведь», «Предложение» печатались и ставились с 1887 года.
В 1886 году писатель написал сцену-монолог «О вреде табака». Она была напечатана в «Петербургской газете» и в сборнике «Пёстрые рассказы».
В 1883—1887 годах Чехов в драматической форме писал сценки, юморески и пародии: «Дура, или Капитан в отставке» (1883), «Нечистые трагики и прокажённые драматурги» (1884), «Идеальный экзамен» (1884), «Кавардак в Риме» (1884), «Язык до Киева доведёт» (1884), «Господа обыватели» (1884), «У постели больного» (1884), «На Луне» (1885), «Драма» (1886), «Перед затмением» (1887).
Некоторые драматические этюды являются авторскими переработками его рассказов. Так этюд «На большой дороге» — переделка рассказа «Осенью» (1883), «Лебединая песня (Калхас)» — рассказа «Калхас» (1886).
Для театра писателем созданы водевили «Медведь» и «Предложение».
Некоторые пьесы, созданные драматургом в 1870—1880 годы, по разным причинам остались неизвестны читателям. К ним относятся пьеса «Тарас Бульба», водевиль «Нашла коса на камень» (1878), водевиль «Недаром курица пела» (1878), водевиль «Бритый секретарь с пистолетом», пародия на пьесу Болеслава Маркевича «Чад жизни», водевиль «Гамлет, принц датский» (1887).
В 1880-е годы Чехов создал первое своё значительное драматическое произведение — пьесу «Иванов». Пьеса «Чайка» была написана в 1895—1896 годах, «Дядя Ваня» — в 1896 году. В XX веке написаны пьесы «Три сестры» (1900), «Вишнёвый сад» (1903).

### Особенности драматургии
Своеобразие пьес Чехова замечалось его современниками при первых постановках. Сначала оно воспринималось как неумение Чехова справиться с задачей последовательного драматического движения. Рецензенты говорили об отсутствии «сценичности», о «растянутости», о «недостатке действия», о «беспорядочности диалога», о «разбросанности композиции» и слабости фабулы. Театральная критика всё больше упрекала Чехова в том, что он вводит в свои пьесы излишние подробности быта и тем самым нарушает все законы сценического действия. Однако для самого Антона Павловича воспроизведение сферы быта было непременным условием — иначе для него терялся смысл всего замысла. Чехов говорил:
Требуют, чтобы были герой, героиня сценически эффектны. Но ведь в жизни не каждую минуту стреляются, вешаются, объясняются в любви. И не каждую минуту говорят умные вещи. Они больше едят, пьют, волочатся, говорят глупости. И вот надо, чтобы это было видно на сцене. Надо создать такую пьесу, где бы люди приходили, уходили, обедали, разговаривали о погоде, играли в винт, но не потому, что так нужно автору, а потому, что так происходит в действительной жизни.
Пусть на сцене всё будет так же сложно и так же вместе с тем просто, как в жизни. Люди обедают, только обедают, а в это время слагается их счастье и разбиваются их жизни.
В драматургии Чехова, вопреки всем традициям, события отводятся на периферию как кратковременная частность, а обычное, ровное, ежедневно повторяющееся, для всех привычное составляет главный массив всего содержания пьесы. Практически все пьесы Чехова построены на подробном описании быта, посредством которого до читателей доносятся особенности чувств, настроений, характеров и взаимоотношений героев. Подбор бытовых линий осуществляется по принципу их значимости в общем эмоциональном содержании жизни.
Нередко Чехов использует так называемые «случайные» реплики персонажей. При этом диалог непрерывно рвётся, ломается и путается в каких-то совсем посторонних и ненужных мелочах. Однако подобные диалоги и реплики в общем сценическом контексте у Чехова осуществляют своё назначение не прямым предметным смыслом своего содержания, а тем жизненным самочувствием, какое в них проявляется.
К. С. Станиславский и Вл. И. Немирович-Данченко заметили наиболее существенный принцип в драматическом движении чеховских пьес, так называемое «подводное течение». Именно они впервые раскрыли за внешне бытовыми эпизодами и деталями присутствие непрерывного внутреннего интимно-лирического потока и приложили все усилия, чтобы донести новую интерпретацию чеховской драмы до зрителя. Благодаря Станиславскому и Немировичу-Данченко заражающая сила пьес Чехова стала очевидной.

### Псевдонимы Чехова
Как и всякий писатель-юморист, Чехов пользовался десятками всевозможных псевдонимов. До сих пор они раскрыты далеко не полностью, поскольку и сам Чехов при подготовке собрания сочинений для А. Ф. Маркса не мог припомнить принадлежности всех своих ранних рассказов. Функция псевдонима юмориста состояла не столько в сокрытии подлинного авторства, сколько в забавлении читателя, желании его заинтриговать (отсюда вариативность, нарочитая запутанность — читатель должен был попытаться сам угадать авторство рассказа). Зачастую псевдоним — необходимый элемент композиции конкретного рассказа, часть литературного фарса и не может быть правильно раскрыт вне его контекста. В редких случаях подоплёка того или иного псевдонима Чехова могла быть известна лишь узкому кругу его знакомых и требовала дополнительной расшифровки. Ниже приводится список известных к концу XX века псевдонимов писателя:
- А. Актрисын
- А. Достойнов-Благороднов
- А. П.
- А. П. Ч-в
- Академик Тото
- Акакий Тарантулов
- Антоша
- Антоша Ч.
- Антоша Ч.***
- Антоша Чехонте
- А-н Ч-те
- Ан. Ч.
- Ан. Ч-е
- Анче
- Ан. Че-в
- Аркадий Тарантулов
- А. Ч.
- А. Ч-в
- А. Че-в
- А. Ч-х-в
- А. Чехонте
- Г. Б-в
- Г. Балдастов
- Макар Балдастов
- Бокль
- Н. Н. Борисов
- Брат моего брата
- Врач без пациентов
- Вспыльчивый человек
- Гайка № 5 3/4
- Гайка № 6
- Гайка № 9
- Граф Черномордик
- Грач
- Гудияди Янос
- Два Аякса (с В. В. Билибиным)
- Дон Антонио Чехонте
- Дяденька
- Кисляев
- М. Ковров
- Крапива
- Лаэрт
- Некто
- Нте
- А. Павлов
- Панько
- Полковник Кочкарёв
- Прозаический поэт
- Рувер
- Рувер и Ревур
- Улисс
- Ц.
- Ч.
- Ч. Б. С.
- Ч. без с.
- Чел. б. селез.
- Человек без селезёнки
- Чехонте
- Ч.Хонте, А.
- Цынцыннатус
- Шампанский
- Шиллер Шекспирович Гёте

По настоянию А. С. Суворина свои «серьёзные» произведения в «Новом времени» Чехов начинает публиковать за полной фамилией, продолжая одновременно традицию литературного псевдонима в юмористической журналистике.

### Значение творчества

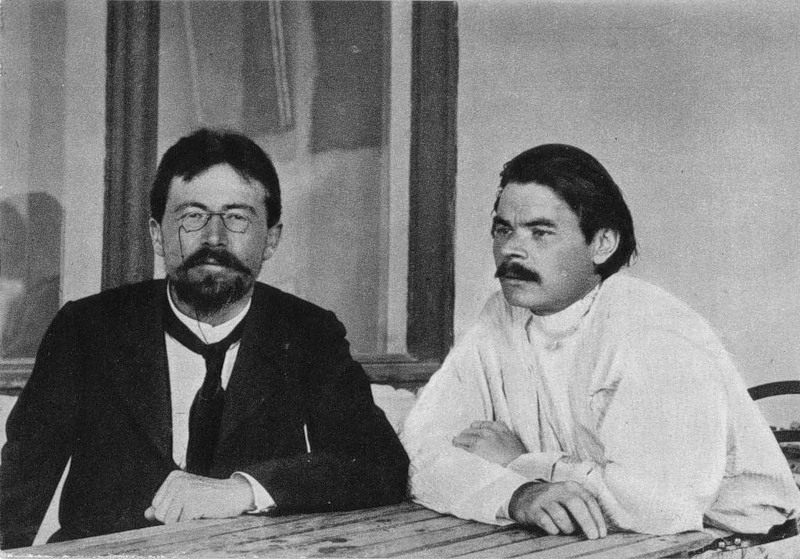
Чехов и Горький

1. Книга «Остров Сахалин» стала художественным документом эпохи.
2. Чехов стоит у истоков трагикомедии.
3. В его творчестве даны лучшие в русской литературе образцы всех жанровых разновидностей «малой прозы».
4. Драматургия Чехова стала «визитной карточкой» русской литературы в мире.
5. Вечен чеховский призыв «Берегите в себе человека».
6. Художественные открытия Чехова оказали огромное влияние на литературу и театр XX века. Его драматические произведения, переведённые на множество языков, стали неотъемлемой частью мирового театрального репертуара.

Чехов создал новые ходы в литературе, сильно повлияв на развитие современного рассказа. Оригинальность его творческого метода заключается в использовании приёма под названием «поток сознания» (позже перенятого Джеймсом Джойсом и другими модернистами) и отсутствии финальной морали, так необходимой структуре классического рассказа того времени. Чехов не стремился дать ответы читающей публике, а считал, что роль автора заключается в том, чтобы задавать вопросы, а не отвечать на них.
В 1896 году, после провала «Чайки», Чехов, написавший уже к тому моменту несколько пьес, отрёкся от театра. Однако в 1898 году постановка «Чайки» Московского Художественного театра, основанного Станиславским и Немировичем-Данченко, имела огромный успех у публики и критики. После этого Чехов вернулся к драматургии и создал ещё три шедевра: «Дядя Ваня», «Три сестры» и «Вишнёвый сад».
Именно Чехов в своих рассказах впервые в русской литературе показал образ провинциального обывателя, лишённого всякого кругозора, жажды деятельности, благих стремлений, потребности действия. Чехов, как никто другой, показал, насколько опасным для личности и для общества является такое социальное явление, как обывательщина («Ионыч», «Учитель словесности»).

«Паустовский писал, что Чехов наложил запрет на слово „гениальный“, потому что „был скромен, как может быть скромным только подлинно великий человек“. Хотя со свойственным ему юмором он когда-то использовал и такой псевдоним — Шиллер Шекспирович Гёте. И в этом — весь Чехов… Он не хотел, чтобы его ружьё стреляло. Ни в первом акте, ни в последнем. Эти красивости он оставил для театра. А сам жил тихо и скромно. Так же тихо и скромно вошёл в историю. И не только как гений литературы. Но и как гений нравственной чистоты и порядочности… И всё-таки ружьё Чехова выстрелило. Той славой, о которой он искренне не помышлял. „Пока молоды, сильны, бодры, не уставайте делать добро“ — таковым было кредо писателя. И он не уставал делать добро, даже будучи уже не совсем молодым и совсем не здоровым. Добро за гранью добра. Это он, Чехов», — написала о великом писателе Елена Сазанович в своем эссе «Шиллер Шекспирович Гёте» в «Литературной газете».
Чехов был одним из первых писателей-классиков, кто обличал пошлость, нежелание жить полной, насыщенной жизнью. В чеховских произведениях мы видим нравственный призыв к внутренней свободе человека, духовному очищению. Его поздние рассказы насквозь пронизаны внутренним душевным криком: «Так больше жить невозможно!». М. Горький писал о значении творчества Чехова:
Никто не понимал так ясно и тонко, как Антон Чехов, трагизм мелочей жизни, никто до него не умел так беспощадно, правдиво нарисовать людям позорную и тоскливую картину их жизни в тусклом хаосе мещанской обыденщины. Его врагом была пошлость; он всю жизнь боролся с ней, её он осмеивал и её изображал бесстрастным, острым пером, умея найти прелесть пошлости даже там, где с первого взгляда, казалось, всё устроено очень хорошо, удобно, даже — с блеском…

## Чехов-писатель и Чехов-врач

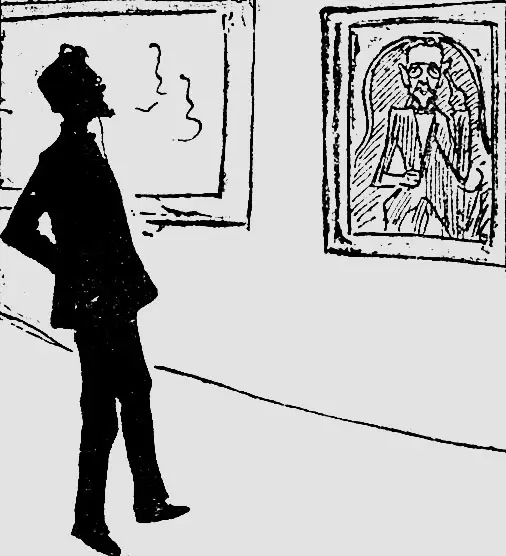
Чехову портрет Браза не нравился. «Говорят, что и я, и галстук очень похожи, но выражение… такое, точно я нанюхался хрену». Шарж А. Хотяинцевой

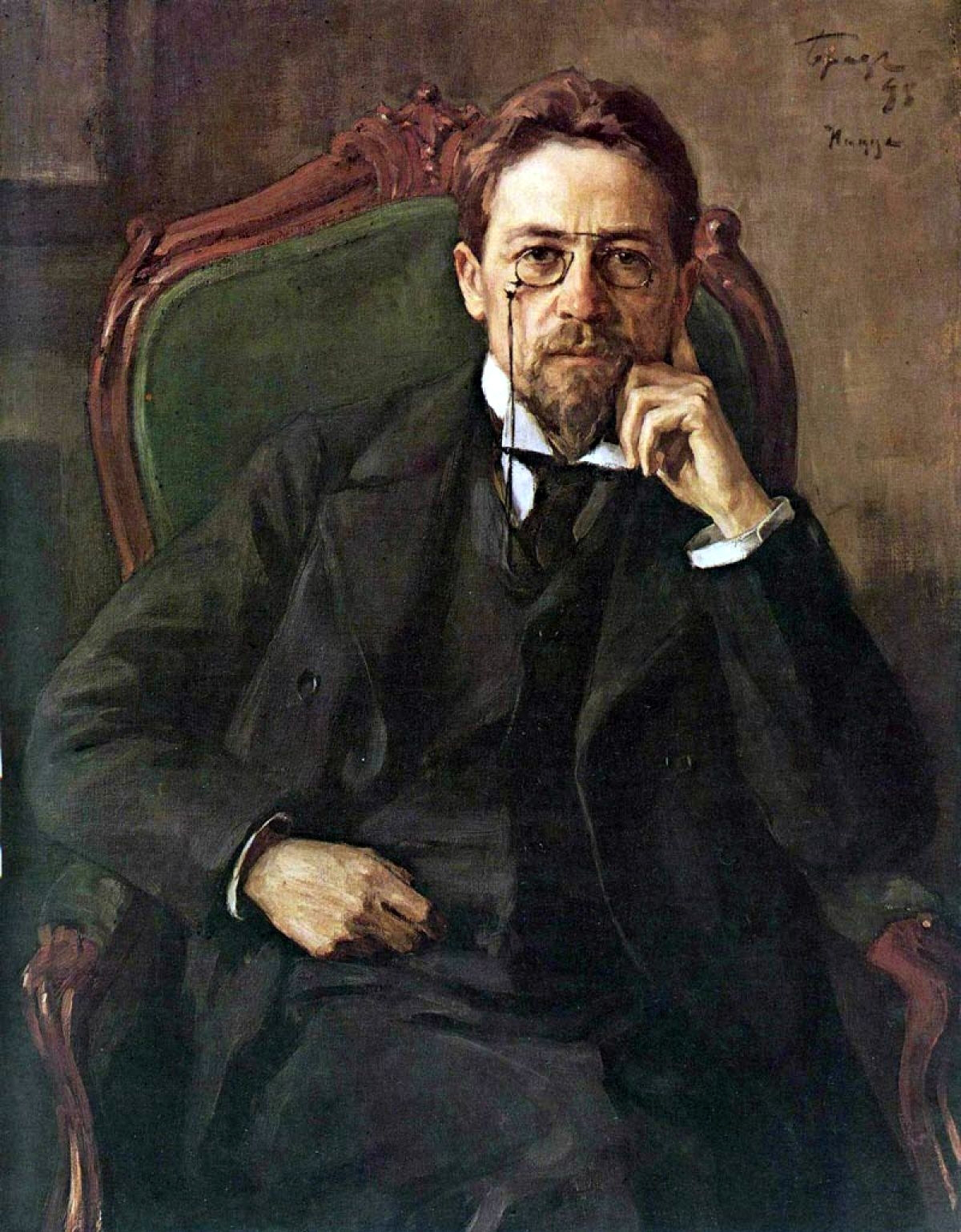
Портрет Чехова работы О. Браза, ГТГ. Из письма Чехова сестре: «Говорят, что я очень похож, но портрет мне не кажется интересным. Что-то есть в нём не моё и нет чего-то моего»

На медицинский факультет Московского университета Чехов поступил в 1879 году и окончил его в 1884 году. Он был весьма добросовестным студентом, посещавшим лекции профессоров Бабухина, Захарьина, Клейна, Фохта, Снегирёва, Остроумова, Кожевникова, Эрисмана, Склифосовского. Уже с 1881 года он начинает практику врача при докторе П. А. Архангельском в Чикинской земской лечебнице Звенигородского уезда Московской губернии. По собственному свидетельству, он «не раскаивается, что пошёл на медицинский факультет».
Окончив университет, Чехов попытался занять вакансию педиатра в одной из детских клиник, однако по неизвестной причине этого назначения не произошло.
Чехов Антон Павлович, 1860 года рождения, вольнопрактикующий лекарь с 1884 года, присутствует в «Российском медицинском списке» (официальном перечне лиц, «имеющих полное право на производство в России врачебной практики», который ежегодно издавался Медицинским департаментом Министерства внутренних дел) на протяжении 20 лет (1885—1904). Получив диплом врача, Чехов на дверях своей квартиры поместил табличку «Доктор А. П. Чехов», он продолжает лечить приходящих больных и посещать тяжёлых на дому. «Медицина у меня шагает понемногу. Лечу и лечу. Каждый день приходится тратить на извозчика более рубля. Знакомых у меня очень много, а стало быть, немало и больных. Половину приходится лечить даром, другая же половина платит мне пяти- и трёхрублёвки». — 31 января 1885 года М. Е. Чехову.
Однако от предложения занять постоянное место в Звенигородской больнице Чехов отказался, замещая в то же время заведующего земской больницей на время его отпуска, производя всю рутинную работу уездного врача: судебно-медицинские вскрытия, показания на судах в качестве судебно-медицинского эксперта и т. п. Наступает время, когда Чехов начинает колебаться в окончательном выборе своего призвания. Медицина становится одновременно и помехой литературе, и неиссякаемым источником для чеховских сюжетов.
В это время он ещё готовился к экзаменам на степень доктора медицины, для чего собирал материалы по истории врачебного дела, однако задуманного не довёл до конца, и уже в 1887 году он снял вывеску врача. Неизбежные неудачи лечащего врача с одной стороны и Пушкинская премия Академии наук за сборник «В сумерках» определили его окончательный выбор. Отныне медицинская практика отодвигается на второй план, хотя приватные врачебные занятия Чехов не оставляет вплоть до отъезда в Ялту в 1897 году.
В глубине души врач никогда не умирал в Чехове: «Мечтаю о гнойниках, отёках, фонарях, поносах, соринках в глазу и о прочей благодати. Летом обыкновенно полдня́ принимаю расслабленных, а моя сестра ассистирует мне, — это работа весёлая» — В. Г. Короленко, май 1888 года. Одним из мотивов поездки на Сахалин было желание «хотя бы немножко заплатить» медицине. Обследование санитарного состояния тюрем, лазаретов, бараков, местной педиатрии потрясло Чехова. Результаты его собственной работы в книге «Остров Сахалин» позволили ему сказать: «Медицина не может упрекать меня в измене. Я отдал должную дань учёности».
Мотив «измены» медицине многократно варьируется Чеховым в эти годы. То он казнит себя, называя «свиньёй» перед ней, то обыгрывает следующую антитезу: «Медицина — моя законная жена, а литература — любовница. Когда надоедает одна, ночую у другой». Но врачебная среда вовсе не упрекала Чехова в отходе писателя от медицины. В 1902 году члены Пироговского съезда врачей в Москве единодушно отблагодарили писателя за его литературную деятельность, за создание реалистичных образов медицинских деятелей в русской литературе.

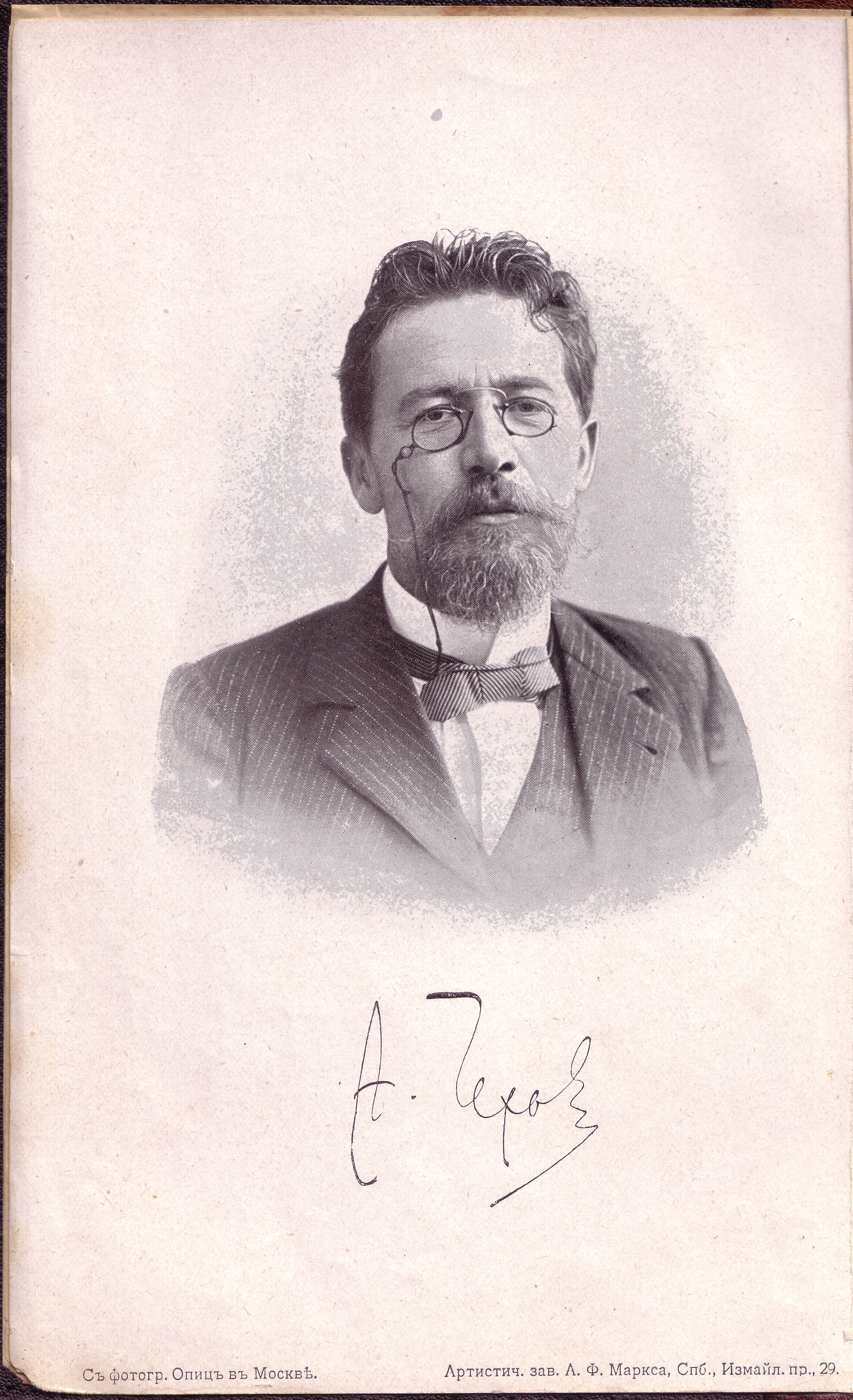
Портрет Чехова в прижизненном ПСС, 1902

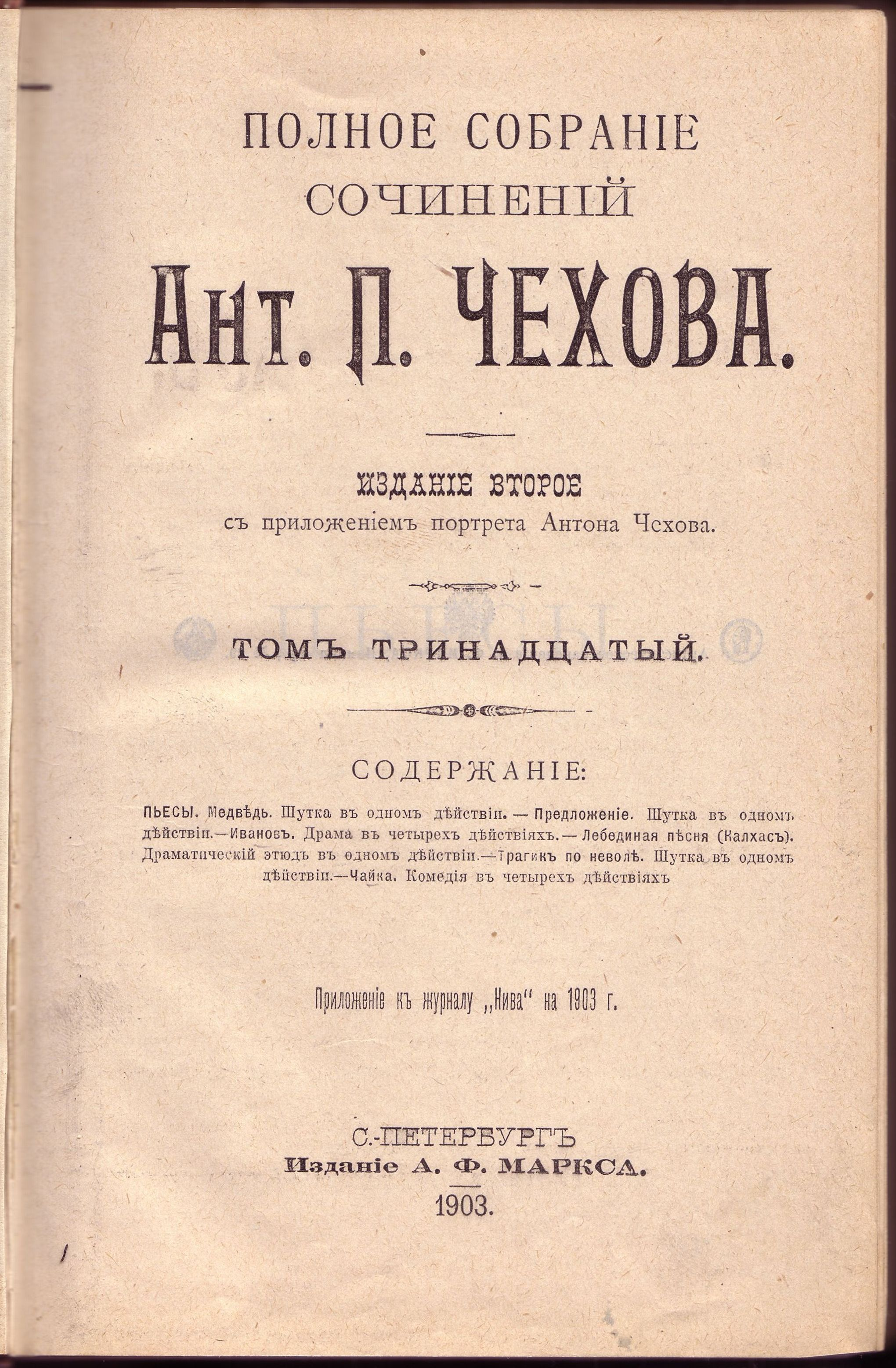
Титульный лист прижизненного ПСС, 1903

В 1891—1892 годах, уже будучи известным писателем, одним из крупнейших литераторов в России, Чехов отказывается от литературной деятельности и доходов от неё ради борьбы с эпидемией холеры, охватившей крестьянские селения. Вот некоторые выдержки из нескольких его писем А. С. Суворину, в которых он рассказывает об этих тяжелейших годах своей жизни: «…Помощников у нас [уездных врачей] нет, придётся быть и врачом и санитарным служителем в одно и то же время; мужики грубы, нечистоплотны, недоверчивы; но мысль, что наши труды не пропадут даром, делает всё это почти незаметным. Из всех серпуховских докторов я самый жалкий; лошади и экипаж у меня паршивые, дорог я не знаю, по вечерам ничего не вижу, денег у меня нет, утомляюсь я очень скоро, а главное — я никак не могу забыть, что надо писать, и мне очень хочется наплевать на холеру и сесть писать. И с Вами хочется поговорить. Одиночество круглое» (письмо от 1 августа 1892 года). «Душа моя утомлена. …Не принадлежать себе, думать только о поносах, вздрагивать по ночам от собачьего лая и стука в ворота (не за мной ли приехали?), ездить на отвратительных лошадях по неведомым дорогам и читать только про холеру и ждать только холеры… Конечно, о литературе и подумать некогда. Не пишу ничего. От [денежного] содержания я отказался, дабы сохранить себе хотя [бы] маленькую свободу действий, и потому пребываю без гроша. <…> Когда узнаете из газет, что холера уже кончилась, то это значит, что я уже опять принялся за писанье. Пока же я служу в земстве, не считайте меня литератором. Ловить зараз двух зайцев нельзя» (письмо от 16 августа 1892 года).
В середине 1890-х годов Чехов ещё мечтает о собственном курсе частной патологии и терапии в университете. Для чтения ему необходима учёная степень и защита диссертации. Антон Павлович предполагает в качестве таковой использовать «Остров Сахалин», но получает отказ декана факультета как в защите, так и чтении курса лекций.
Но даже в годы литературного признания и отхода от врачебной практики Чехов ощущал свою связь с миром медицины, его интересуют успехи науки в этой области, он хлопочет за медицинские журналы «Хирургическая летопись», «Хирургия», страдавшие от недостатка средств, долгие годы он был читателем газеты «Врач» и публиковался в ней. В 1895 году он принял участие в съезде московских земских врачей, собравшихся в земской психиатрической больнице в селе Покровском.
На самом деле, Чехов-врач и Чехов-писатель непротиворечивы, просто внутри «медицинского» сознания писателя происходит смещение акцентов от частного к общему: «Кто не умеет мыслить по-медицински, а судит по частностям, тот отрицает медицину. Боткин же, Захарьин, Вирхов и Пирогов, несомненно, умные и даровитые люди, веруют в медицину, как в Бога, потому что они выросли до понятия „медицина“» — Суворину от 18 октября 1888 года. В применении к самому Чехову это означало стремление уяснить за частными симптомами неблагополучия отдельной личности сущностные причины, ведущие к возникновению условий, которые порождают эпидемии, преждевременное старение, социальную асимметрию.
Чехов начинает тяготеть к психиатрии. Такие произведения, как «Палата № 6», «Припадок» и «Чёрный монах» мог написать не просто любой пишущий врач, а именно «медицински мыслящий» в понимании Чехова писатель. И. И. Ясинский в «Романе моей жизни» свидетельствует, что Чехова «крайне интересуют всякие уклоны так называемой души». По его мнению, он стал бы психиатром, если бы не сделался писателем.
Благодаря «медицинскому» ви́дению Чехова литература обязана появлению в ней галереи неповторимых чеховских образов врачей (зачастую грубых, невежественных, равнодушных, но и чутких, ранимых, бесправных), фельдшеров, неврастеников, чеховских «хмурых людей». Его рассказы — это не «записки врача» в узком смысле, это диагноз несовершенному обществу. В качестве практикующего доктора Чехов получил обильный материал для художественных обобщений, наблюдая изнутри жизнь самых разных социальных слоёв. Как наблюдательному и умному художнику ему оставалось лишь сделать самостоятельные выводы.
Парадокс состоял в том, что изображая врачей большей частью карикатурно, в чём-то самоиронично, Чехов настаивал на гуманной сущности медицинской профессии, призывая врачей к внимательному и терпимому обращению с пациентами. Во многом благодаря Чехову в русской и мировой литературе возник литературный архетип интеллигента-врача, врача-гуманиста и подвижника.
Был награждён медалью «За труды по первой всеобщей переписи населения».

## Экранизации произведений
Чехов до сих пор остаётся лидером по числу зарубежных экранизаций русской классики — его произведения становились основой для кино- и телеверсий более 300 раз.

## Память
В память о Чехове были открыты его музеи и установлены памятники, названы географические объекты, театры, библиотеки, суда и астрономические объекты, выпущены монеты и почтовые марки.

## Семья, родственники

### Родословная

#### Со стороны отца
- Прадед, Михаил Емельянович Чех (1762—1849), всю свою жизнь был крепостным. У него было пять сыновей (Иван, Егор, Артём, Семён и Василий), которых он воспитывал в строгости.
- Дед писателя — Егор Михайлович Чех (1798—12.03.1879) — родом из села Ольховатка Воронежской губернии, Острогожского уезда, принадлежал к крепостным помещика И. Д. Черткова, внук которого впоследствии был ближайшим единомышленником Льва Толстого. Егор Михайлович — первый в семье Чеховых познавший грамоту. Выкупившись вместе с семьёй в 1841 году на волю, Егор Михайлович поступил в управляющие к графу Платову, сыну знаменитого донского атамана[63]. Он жил и работал в степных слободах Крепкой и Княжой, зарабатывал достаточно денег. Егор Михайлович имел крутой нрав, любил распустить руки. От его нрава страдали как крестьяне, прозвавшие его «аспид», так и семья. Егор Михайлович проявил и писательский талант, до нас дошли его слова: «Я глубоко завидовал барам, не только их свободе, но и тому, что они умеют читать». Дети у него были уже свободны — три сына: Михаил (1823—30.12.1875), Павел (1825—1898) и Митрофан (1830 или 1836—08.09.1894). Дочь Александра (1827—1906), на выкуп которой в 1841 году у отца не хватило денег, была отдана помещиком Чертковым даром. Она впоследствии была выдана замуж за Василия Григорьевича Кожевникова (1819—1904), с которым после свадьбы уехала на его родину в село Твердохлебово. Михаил, старший, был отцом отдан в ученье в переплётчики в Калугу, где скоро получил известность как лучший мастер. Он назывался не Чехов, а Чохов. Своему отцу он прислал подарок — весьма сложно сделанную шкатулку со следующей надписью: «Примите, дражайший родитель, плод усердного труда моего». Шкатулкой этой очень дорожил Антон Павлович. Митрофан Егорович открыл бакалейную торговлю в Таганроге. После него осталось два сына: Владимир (1874—1949), учительствовавший в Таганроге, и Егор (1870—03.11.1943), служивший в Русском обществе пароходства и торговли. Это был любимец Антона Павловича, который звал его «Жоржик»[64]. Егор Михайлович умер на руках дочери А. Е. Кожевниковой в 1879 году.
- Бабушка Ефросинья Емельяновна, урождённая Шимко (1806—26.02.1878), из семьи коноводов. Прожив с Егором Михайловичем 58 лет, она оказала заметное влияние на мировоззрение и раннее творчество Чехова.

#### Со стороны матери
- Прапрадед, Никита Морозов, крепостной крестьянин. Жил в середине XVIII века в деревне Фофаново (сегодня — Ивановская область.)
- Прадед, Герасим Никитич Морозов (1764—3.05.1825), водил по Волге и Оке баржи с зерном и лесом. Был женат на крепостной крестьянке Татьяне Леонтьевой, от которой имел пятерых детей: Алексея, Василия, Марию, Фёдора и Якова. В возрасте 53 лет он откупил себя и сына Якова.
- Дед, Яков Герасимович Морозов (ок. 1800—1847), родился в деревне Фофаново. Помогал отцу, присматривал за торговлей в Моршанске. В 1820 году женился на Александре Ивановне Кохмаковой. В 1833 году Яков Герасимович разорился и вынужден был найти работу — его устроил к себе генерал Попков в Таганроге. Став комиссионером градоначальника, одновременно открыл в Ростове торговлю сушёной рыбой. Имел троих детей: Ивана (между 1821 и 1828—между 1866 и 1869), Федосью (1829—25.10.1891), Евгению (впоследствии мать А. П. Чехова).
- Бабушка, Александра Ивановна Кохмакова (1804—1868), из зажиточного и мастерового семейства. В семье делали пользовавшиеся большим спросом иконы и поделки из дерева. Проживала с детьми в Шуе, отдельно от мужа, который лишь периодически навещал семью. В 1847 году сильный пожар уничтожил 88 домов, оставив Морозовых без имущества. В этом же году от холеры умер Яков. Вдова Александра с двумя дочерьми Феодосией и Евгенией нашли приют у того же генерала Попкова, который не только принял семейство, но и устроил сирот обучаться грамоте.

### Родители
В 1841 году, когда будущей матери Чехова Евгении было всего шесть лет, будущий отец — Павел поселился в Ростове у Якова Морозова (отца Евгении). Через шесть лет, когда Яков скончался, связь между семьями оборвалась, но ещё через шесть лет снова восстановилась — оказалось, что брат Евгении Морозовой Иван (1825—1867) работает под началом Митрофана Чехова (1836—1894) — родного брата Павла Егоровича. Благодаря этому Павел и Евгения познакомились, и в 1854 году они обвенчались.

#### Мать

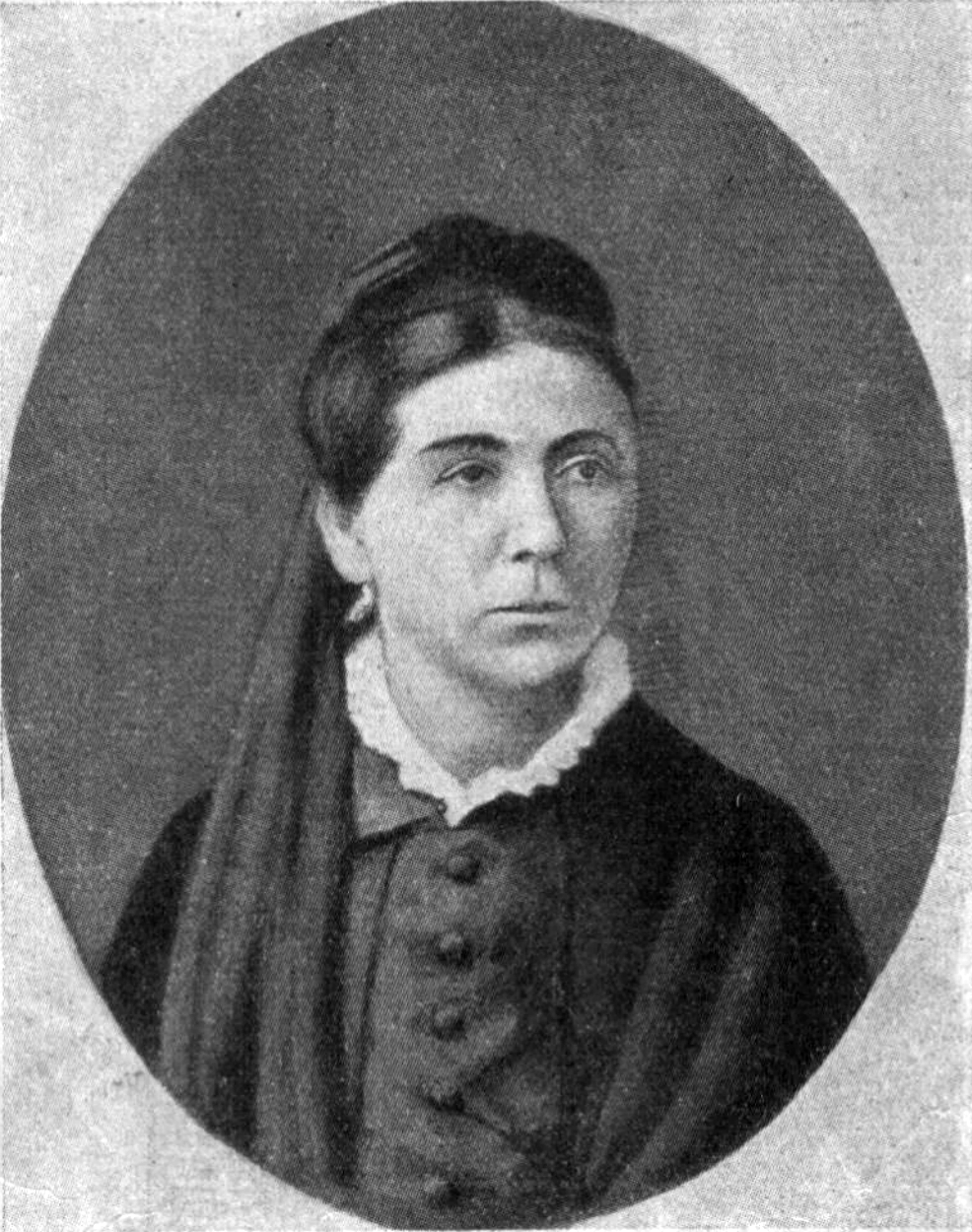
Е. Я. Чехова

Мать писателя, Евгения Яковлевна Чехова (Морозова) (1835—1919), дочь купца Я. Г. Морозова и А. И. Морозовой (Кохмаковой) — тихая женщина, стоически терпевшая деспотизм мужа и годы нужды. Она не любила читать и писать, всю жизнь жила интересами семьи, разделяя заботы сыновей и дочери. Ей пришлось пережить смерть четырёх из семи своих детей — самой первой, в возрасте двух лет, умерла дочь Евгения (1869—1871). Антон Чехов говорил, что «Талант в нас со стороны отца, а душа со стороны матери».

#### Отец

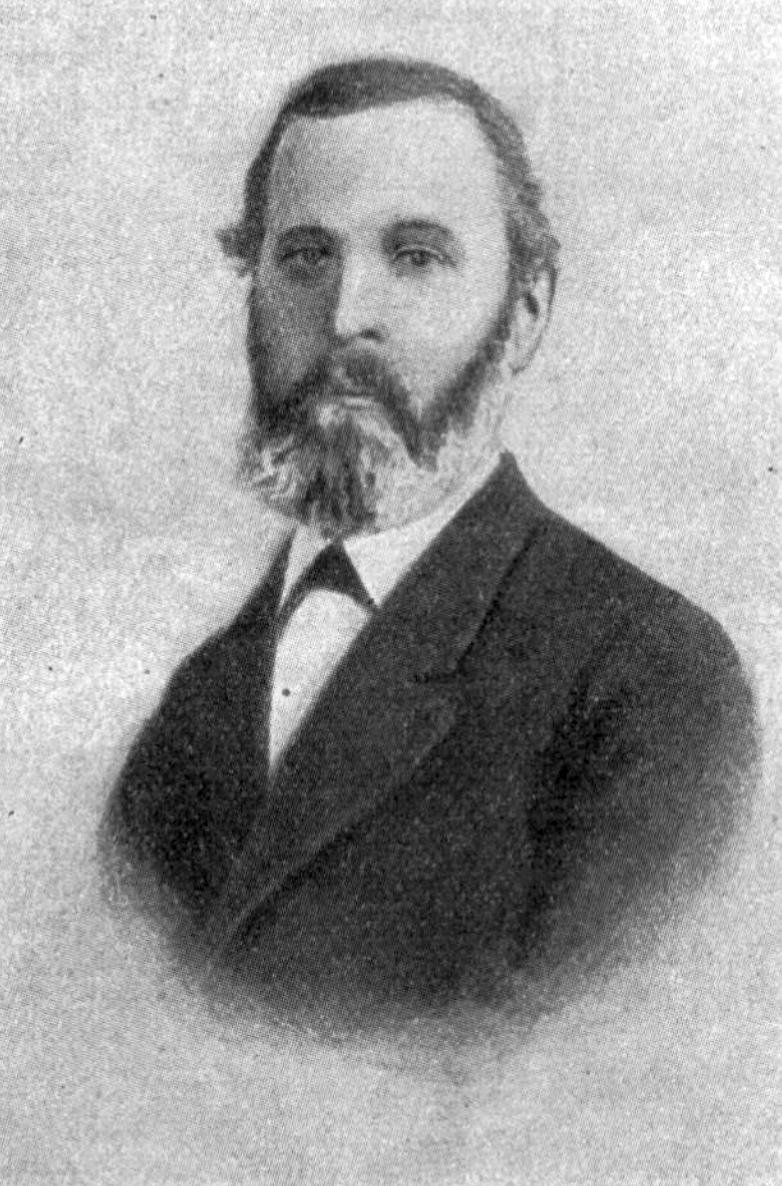
П. Е. Чехов

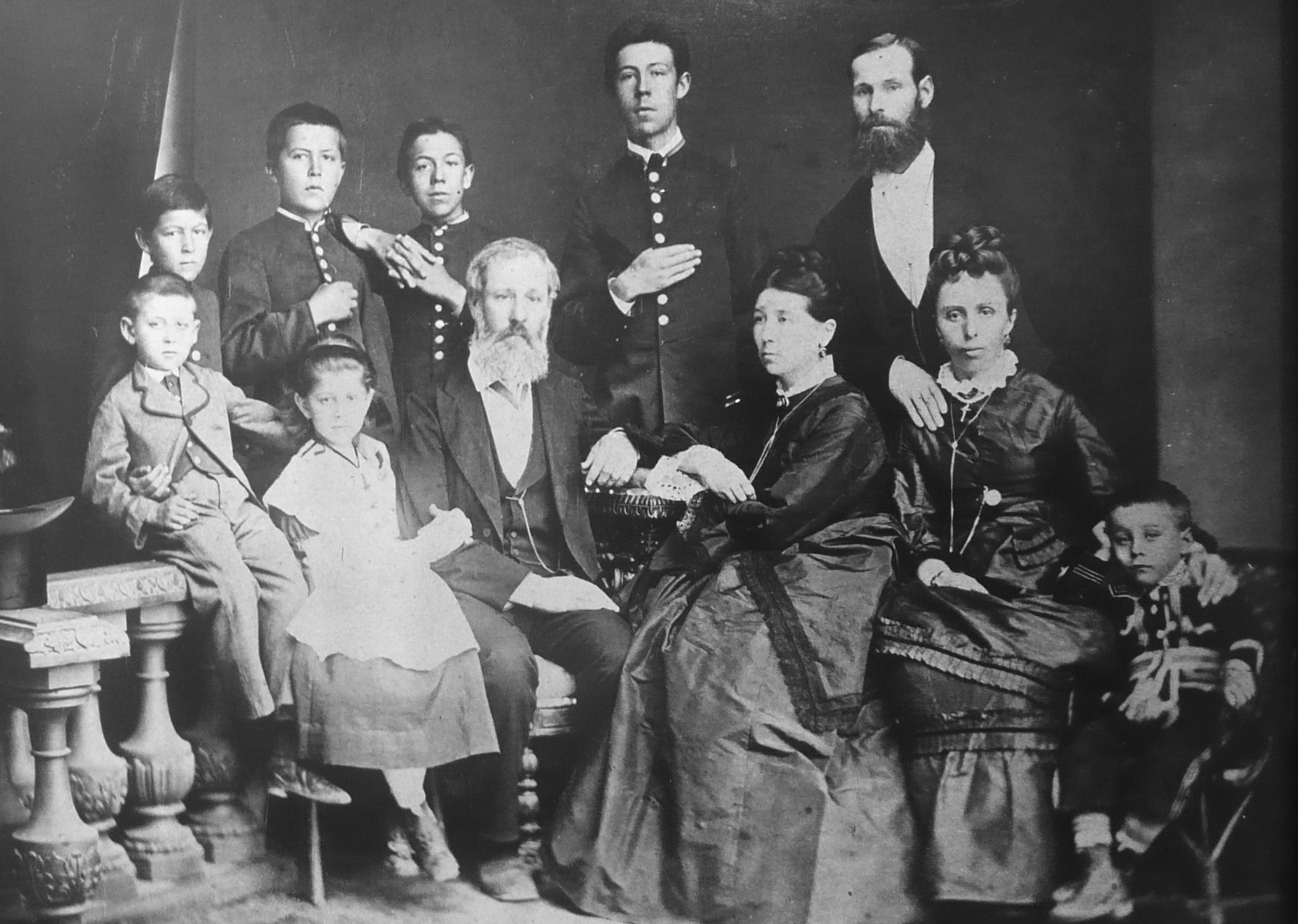
Стоят: Иван, Антон, Николай, Александр и Митрофан Егорович. Сидят: Михаил, Мария, Павел Егорович, Евгения Яковлевна, Людмила Павловна и её сын Георгий. 1874 год

Отец, Павел Егорович Чехов (1825—1898) унаследовал от своего отца деспотичный характер и, хотя в письмах семейству проявлял заботу и сострадание, в жизни часто прибегал к рукоприкладству и брани. Он заставлял своих детей с утра до ночи работать в лавке, а также петь в хоре на многочасовых церковных службах. О детстве Павла Егоровича можно судить из воспоминаний, которые он записал в семейную хронику в конце жизни:

1830. Помню, что мать моя пришла из Киева и я её увидал.
1831. Помню сильную холеру, давали дёготь пить.
1832. Учился грамоте в с. школе, преподавали по А. Б. по-граждански.
1833. Помню неурожай хлеба, голод, ели лебеду и дубовую кору.

К шестнадцати годам он уже успел поработать на сахарном заводе; затем побыть погонщиком скота, а в Таганроге его приняли в купеческую лавку. В 1856 году Павел Егорович сумел скопить 2500 рублей, вступил в третью купеческую гильдию. В 1857 он открыл торговлю, написав на вывеске своей лавки «Чай, сахар, кофе и другие колониальные товары».
Старшее поколение Чеховых были чрезвычайно набожными людьми, соблюдавшими все посты и праздники. Чеховы усердно посещали службу и совершали паломничества. В церкви знакомый певчий научил Павла Егоровича нотной грамоте и даже играть на скрипке. Павел увлёкся хоровым пением и в 1864 году стал регентом кафедрального собора. Из-за пристрастия к «протяжному» стилю исполнения псалмов, практикуемого монахами с Афона, его службы тянулись слишком долго, и в 1867 году его уволили. Тогда Павел Егорович перешёл в греческий монастырь, где собрал хор, в котором пели Александр, Николай и Антон. Павел Егорович обучал хор под скрипку и был регентом. Это давало почётное положение в городе, а хор его приезжали слушать даже из Ростова и других городов. Александр Павлович пел сначала дискантом, потом басом; Николай, хороший скрипач, помогал отцу и особенно много пел, что отразилось на его здоровье и, возможно, послужило причиной его болезни. Антон пел альтом. Семья жила очень дружно. Антон Павлович был смиреннее всех. У него была очень большая голова, и его звали «Бомбой», за что он сердился.

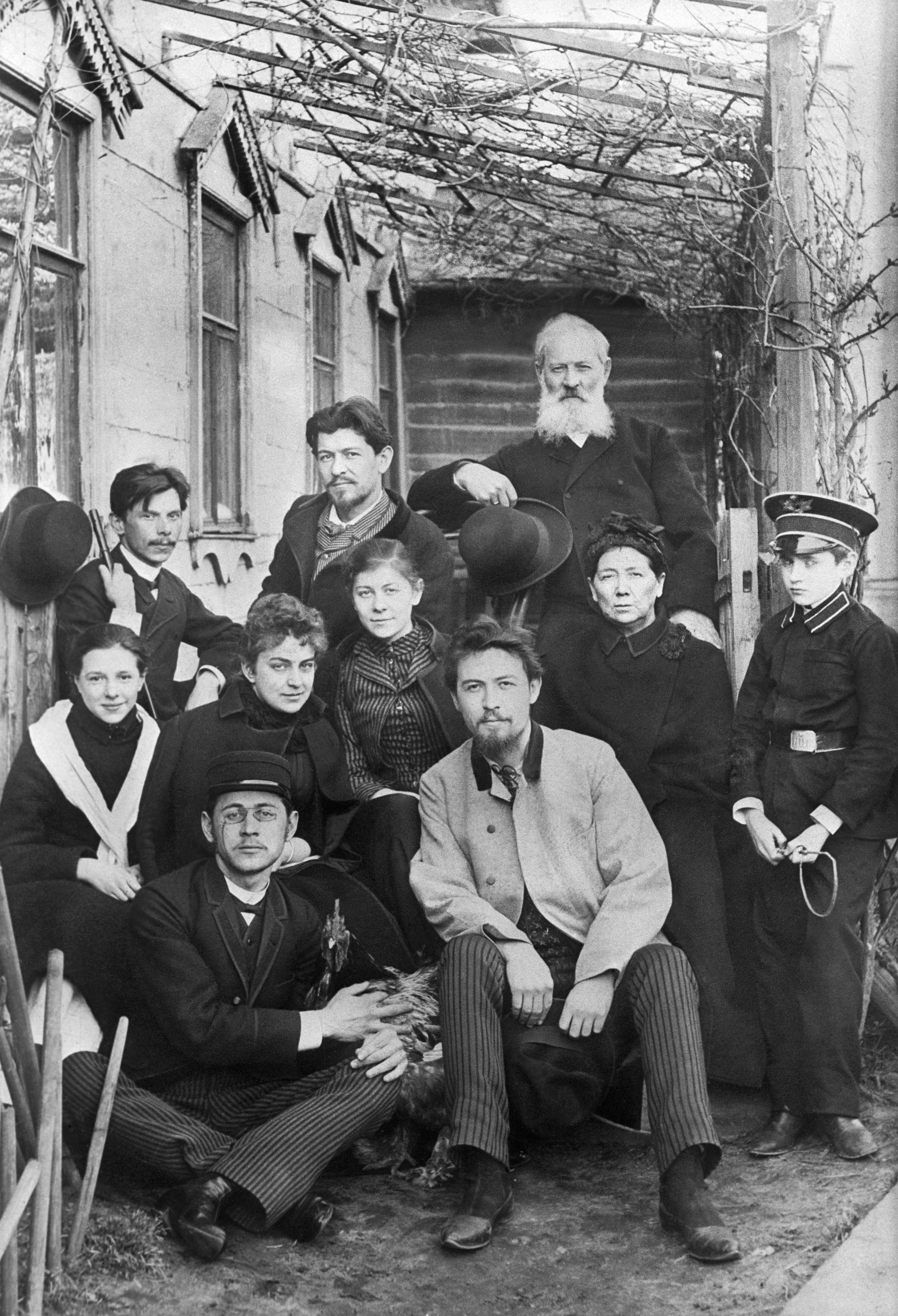
Сверху: Иван, Александр, Павел Егорович. Второй ряд: М. Корнеева, Лика Мизинова, Мария, Евгения Яковлевна, Серёжа Киселёв. Снизу: Михаил, Антон. 1890 год

Торговые дела Павла Егоровича, начавшиеся относительно успешно, вскоре пошли на убыль. В лавке было грязно, продавался недоброкачественный товар, и к тому же обсчитывали прислуживающие мальчики. Там могли продать собранный в трактирах евреями, высушенный и подкрашенный спитый чай или лекарство против беременности «гнездо», в составе которого были: нефть, ртуть, азотная кислота, стрихнин и т. п. «Много, вероятно, отправило на тот свет людей это „гнездо“», — вспоминал Антон Чехов, уже получив медицинское образование.
В 1874 году дела пошли совсем плохо и Павел Егорович стал падать в долговую яму, через два года он вынужден был тайно уехать из Таганрога, 25 апреля 1876 года он приехал в Москву, где его уже ждало всё семейство Чеховых, за исключением Антона, оставшегося доучиваться в гимназии. Жил он в то время с людьми, которым достался семейный дом, занимался репетиторством с сыном нового хозяина, «оплачивая» этим проживание. Со временем Антон подружился со своим подопечным.
После полутора лет скитаний и бедственной жизни в долг Павел наконец нашёл себе работу. 10 ноября 1877 года он устроился младшим приказчиком в амбар к И. Гаврилову за 30 рублей в месяц, стол и квартиру при магазине. 14 лет трудился Павел в амбаре, работая с утра до ночи и редко видясь со своей семьёй.
Когда Павел Егорович умер, Антону Павловичу достался его перстень с надписью: «Одинокому везде пустыня». Он всегда носил его с собой.
- Чехов, Александр Павлович (1855—1913) — брат, прозаик, публицист, мемуарист.
- Чехов, Николай Павлович (1858—1889) — брат, художник.
- Чехов, Иван Павлович (1861—1922) — брат, педагог.
- Чехова, Мария Павловна (1863—1957) — сестра, педагог, художница, создательница Дома-музея А. П. Чехова в Ялте.
- Чехов, Михаил Павлович (1865—1936) — брат, писатель, биограф Антона Павловича.
- Книппер-Чехова, Ольга Леонардовна (1868—1959) — жена А. П.; народная артистка СССР.
- Чехов, Михаил Александрович (1891—1955) — племянник (сын брата Александра), известный артист, театральный педагог, режиссёр; эмигрант (с 1928 — Германия, 1939 — США).
- Чехова, Ольга Константиновна (1897—1980) — жена Михаила Чехова, указанного племянника А. П. и племянница жены А. П. (и сестра Л. К. Книппера). Немецкая актриса.

## Жена и женщины
Женщин у Антона Павловича Чехова было около 30, специалисты называют их «антоновками». Женой с 1901 года была Книппер-Чехова, Ольга Леонардовна.

## Московские адреса
Один из исследователей жизни Чехова указывал: «Антон Павлович переменил в Москве, насколько мне известно, до десятка адресов». Среди них:
- 1877 — Даев переулок, 29 — дом Морозова и Леонтьева на Сретенке (дом не сохранился).
- 1879 — Трубная улица, 36 — где «пахло сыростью и через окна под потолком виднелись одни только пятки прохожих». (Вокруг Чехова, с. 87-88; Жизнь Павла Чехова, с.181). В паспорте Чехова появляются сведения о прописке «в Москве, по Сретенке, 307, у церкви Никола-Драчи» (РГАЛИ)[67] (дом не сохранился).
- 1879 — Трубная улица, 23 — дом Савицкого; «С этой квартиры началась литературная деятельность Антона», — писал его брат. В то время здесь находились два двухэтажных строения — одно деревянное на каменном первом этаже, а другое каменное, надстроенное третьим этажом в 1893 году; оно дошло до нашего времени[68].
- 1879 — Трубная улица, 28 — дом Внукова (дом не сохранился).
- 1881—1885 — Малый Головин переулок, 3 — дом купца П. З. Елецкого (сейчас это средняя часть четырёхэтажного дома. Тогда дом был двухэтажным на высоком полуподвальном этаже, его обстроили с обеих сторон в 1896 году, а в 1905 году надстроили и изменили фасад[68]).
- 1885—1886 — Большая Якиманка, 45 — дом П. Подпорина, первый этаж. Второй этаж в это же время сдавался под торжества. В одном из своих писем Чехов так описывал жизнь в доме на Якиманке: «Надо спать. Над моей головой идёт пляс. Играет оркестр. Свадьба. В бельэтаже живёт кухмистер, отдающий помещение под свадьбы и поминки. В обед поминки, ночью свадьба… смерть и зачатие… Кто-то, стуча ногами, как лошадь, пробежал сейчас как раз над моей головой… Должно быть шафер. Оркестр гремит…» (дом не сохранился, снесён в 1979 году)
- 1886—1890 — Садово-Кудринская улица, 6 — дом доктора Я. Корнеева.
- 1890—1892 — Малая Дмитровка, 29 — дом В. К. Фирганга (жил во флигеле в правой части двора, на втором этаже).
- 1894 — Большой Власьевский переулок, 9 — жил на одной квартире с писателем И. Н. Потапенко (дом не сохранился).
- 1899 — Успенский переулок, 1/12 (Малая Дмитровка, 12) — здесь жила сестра — М. П. Чехова.
- 1899 — Малая Дмитровка, 11/10 — Доходный дом А. А. Шешкова, квартира № 14.
- 1900, 1901 — Тверская улица, 6 (гостиница «Дрезден»).
- 1902 — Звонарский переулок, 2/14 — дом Фирсановой.
- 1902 — Звонарский переулок, 21 — дом Гонецкой.
- 1904 — Леонтьевский переулок, 24 — дом А. И. Катыка. Последний московский адрес.

## Санкт-Петербургские адреса
- Невский пр., 132, кв. 15, адрес его брата Александра[69]